# Жінки в уряді
- Шейх Хасіна, прем'єр-міністерка Бангладеш
- Метте Фредеріксен, прем'єр-міністерка Данії
- Санна Марін, прем'єр-міністерка Фінляндії
- Нажла Буден, прем'єр-міністерка Тунісу
- Джорджія Мелоні, прем'єр-міністерка Італії

- Джасінда Ардерн, прем'єр-міністерка Нової Зеландії
- Елізабет Борн, прем'єр-міністерка Франції
- Інгріда Шимоніте, прем’єр-міністерка Литви
- Ана Брнабич, прем'єр-міністерка Сербії
- Катрін Якобсдоуттір, прем'єр-міністерка Ісландії

- Кая Каллас, прем'єр-міністерка Естонії
- Міа Моттлі, прем'єр-міністр Барбадосу
- Наомі Матаафа, прем'єр-міністр Самоа
- Наталія Гаврилиця, прем'єр-міністр Молдови

- Цай Інвень, президентка Республіки Китай (Тайвань)
- Самія Сулуху, президентка Танзанії
- Сіомара Кастро, президентка Гондурасу

- Халіма Якоб, президентка Сінгапуру
- Катерина Сакелларопулу, президентка Греції
- Зузана Чапутова, президент Словаччини
- Сахле-Ворк Зевде, президент Ефіопії

- Бідх'я Деві Бхандарі, президент Непалу
- Пола-Мей Вікс, президент Тринідаду і Тобаго
- Саломе Зурабішвілі, президент Грузії
- Мая Санду, президент Молдови

- Вйоса Османі, президент Косова
- Сандра Мейсон, президент Барбадосу
- Каталін Новак, президент Угорщини
- Драупаді Мурму, президент Індії

Наразі у багатьох країнах жінки недостатньо представлені в уряді та різних установах. Ця історична тенденція все ще зберігається, хоча жінок все частіше обирають на посади глав держав і урядів.
Станом на жовтень 2019 року світовий рівень участі жінок у парламентах національного рівня становить 24,5 %. У 2013 році серед усіх посад національних лідерів жінки складали 8 % і серед усіх президентських постів — 2 %. Крім того, 75 % усіх прем'єр-міністерок і президенток обіймали посади за останні два десятиліття.

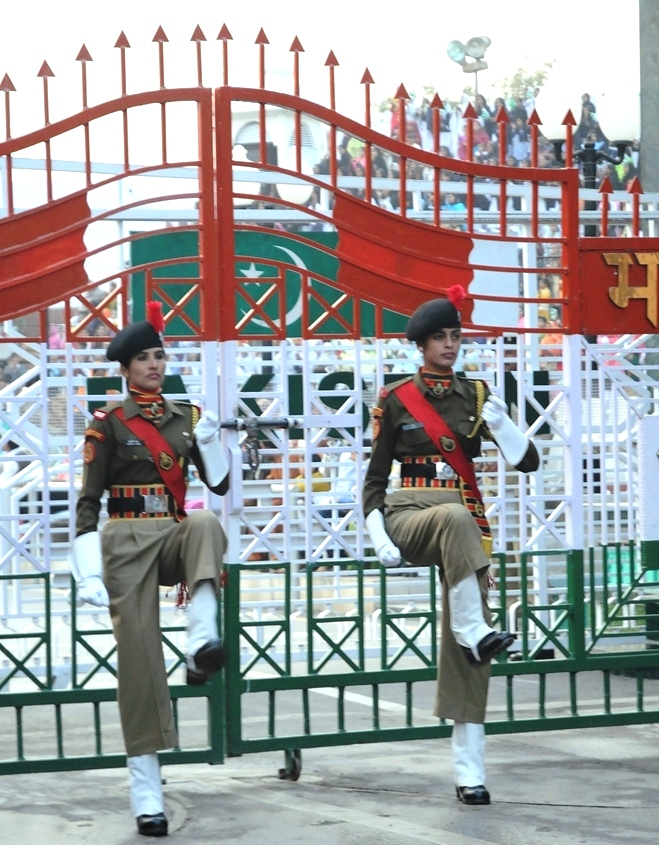
Державні службовиці в Індії (прикордонні служби безпеки)

Жінки можуть зіткнутися з низкою проблем, які впливають на їх здатність брати участь у політичному житті та ставати політичними лідерами. Кілька країн вивчають заходи, які можуть збільшити участь жінок в уряді на всіх рівнях, від місцевого до національного та міжнародного. Однак сьогодні все більше жінок займають керівні посади.

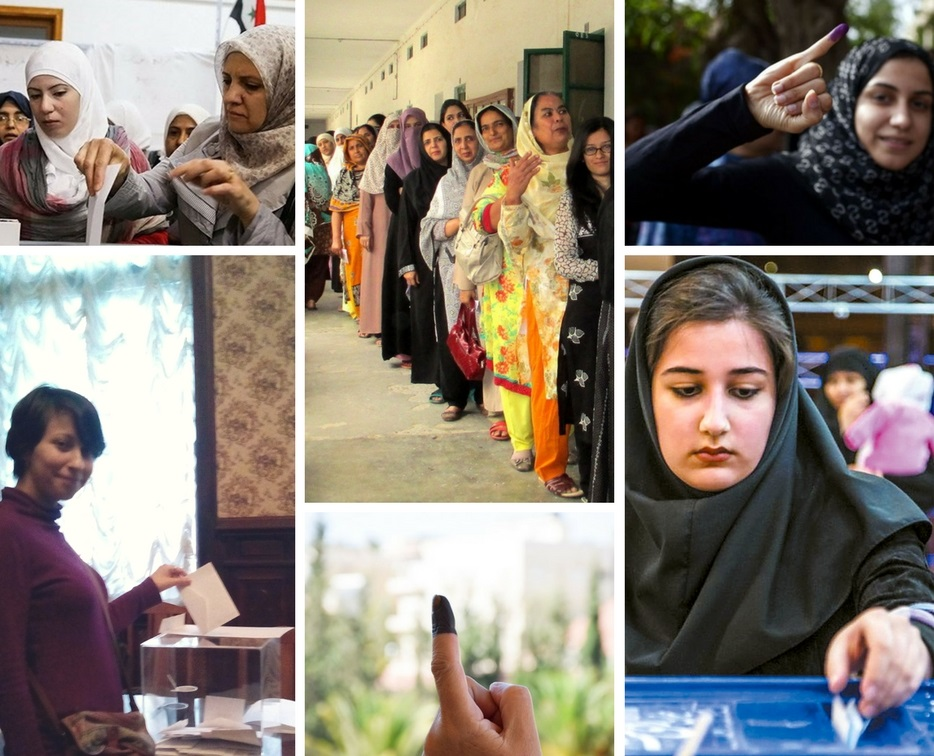
Колаж із мусульманками-виборчинями 2010-х років з різних країн, таких як Алжир, Сирія, Пакистан, Йорданія, Єгипет та Іран.

## Світовий статус представництва жінок в уряді

### Президенти і прем'єр-міністри
Кількість жінок-лідерів у всьому світі зросла, але вони все ще представляють невелику групу. На виконавчих рівнях уряду жінки частіше стають прем'єр-міністерками, ніж президентками. Частина відмінностей у цих шляхах до влади полягає в тому, що прем'єр-міністерки обираються членами правлячих політичних партій, тоді як президенти обираються громадськістю. У 2013 році жінки займали 8 % посад усіх національних лідерів і 2 % всіх президентських постів. Крім того, 75 % усіх прем'єр-міністерок і президенток обіймали посади за останні два десятиліття. З 1960 по 2015 рік 108 жінок стали національними лідерками в 70 країнах, причому більшість було прем'єр-міністерок, ніж президенток.
Окремі керівниці зазвичай мають високий рівень освіти і можуть мати тісні стосунки з політично відомими сім'ями або сім'ями вищого класу. Загальний статус жінок у країні не визначає, чи досягне жінка керівної посади, оскільки, як це не парадоксально, керівниці регулярно приходять до влади в країнах, де соціальне становище жінок відстає від чоловіків.
У більш розвинутих країнах жінки давно борються за те, щоб стати президенткою чи прем'єр-міністеркою. Ізраїль обрав свою першу прем'єр-міністерку у 1969 році, але більше ніколи цього не робив. З іншого боку, у Сполучених Штатах не було жодної президентки.
Шрі-Ланка була першою країною, яка мала президентку, Чандріку Кумаратунгу (1994—2000), і прем'єр-міністерку (Сірімаво Бандаранаіке) одночасно. Це також стало першим випадком, коли прем'єр-міністерка (Сірімаво Бандаранаіке) безпосередньо змінила іншу прем'єр-міністерку (Чандріку Кумаратунгу). Обрання Мері Макеліс президенткою Ірландії (1997—2011) стало першим випадком, коли президентка безпосередньо змінила іншу президентку Мері Робінсон. Йоганна Сігурдардоттір, прем'єр-міністерка Ісландії (2009—2013), була першою у світі відкритою лесбійкою, першою світовою лідеркою, яка, перебуваючи на посаді, одружилася з одностатевою партнеркою.
Жінка-глава уряду, яка не є королівською державою, і лідерка країни, яка найдовше перебувала на посаді, — Шейх Хасіна. Вона є прем'єр-міністеркою, яка найдовше займала цю посаду в історії Бангладеш, пропрацювавши загалом понад 18 років. Станом на 2.08.2025 року вона є найдовше обраною жінкою-главою уряду у світі.
У 2021 році Естонія стала першою країною, де жінка була обрана главою держави та главою уряду. (Якщо розглядати лише країни, де глава держави обирається прямим голосуванням, то першою країною, де обрана жінка-глава держави та обрана жінка-глава уряду, є Молдова, також у 2021 році).

### Національні парламенти
Частка жінок у національних парламентах у всьому світі зростає, але вони все ще недостатньо представлені. Станом на 1 квітня 2019 року середня кількість жінок у національних зборах у світі становить 24,3 %. Водночас між країнами існують великі відмінності, наприклад, Шрі-Ланка має досить низький рівень участі жінок у парламенті порівняно з Руандою, Кубою та Болівією, де рівень представництва жінок найвищий. Три з першої десятки країн у 2019 році були в Латинській Америці (Болівія, Куба та Мексика), і американці побачили найбільші сукупні зміни за останні 20 років.
Зі 192 країн, перелічених у порядку зменшення відсотка жінок у нижній або однопалатній палаті, 20 країн із найбільшим представництвом жінок у національних парламентах входять (цифри відображають інформацію станом на 1 січня 2020 року; a – представляє однопалатний парламент). законодавча влада без верхньої палати):
| Рейтинг | Країна                     | Нижня плалата або однопалатний парламент | Верхня палата або сенат |
| ------- | -------------------------- | ---------------------------------------- | ----------------------- |
| 1       | Руанда                     | 61,25 %                                  | 38,46 %                 |
| 2       | Куба                       | 53,22 %                                  | –                       |
| 3       | Болівія                    | 53,08 %                                  | 47,22 %                 |
| 4       | Нова Зеландія              | 50,42 %                                  | -                       |
| 5       | Об'єднані Арабські Емірати | 50 %                                     | -                       |
| 6       | Мексика                    | 48,2 %                                   | 49,22 %                 |
| 7       | Нікарагуа                  | 47,25 %                                  | -                       |
| 8       | Швеція                     | 46,99 %                                  | –                       |
| 9       | Гренада                    | 46,67 %                                  | 30,77 %                 |
| 10      | Андорра                    | 46,4 %                                   | –                       |
| 11      | Південна Африка            | 46,35 %                                  | 38,89 %                 |
| 12      | Фінляндія                  | 46 %                                     | -                       |
| 13      | Коста-Рика                 | 45,61 %                                  | -                       |
| 14      | Іспанія                    | 44 %                                     | 39,02 %                 |
| 15      | Сенегал                    | 43,03 %                                  | -                       |
| 16      | Намібія                    | 42,71 %                                  | 23,81 %                 |
| 17      | Швейцарія                  | 41,5 %                                   | 26,09 %                 |
| 18      | Норвегія                   | 41,42 %                                  | -                       |
| 19      | Мозамбік                   | 41,2 %                                   | -                       |
| 20      | Аргентина                  | 40,86 %                                  | 40,28 %                 |

Нові дані доступні до лютого 2014 року від International IDEA, Стокгольмського університету та Міжпарламентського союзу.
Хоча 86 % країн досягли участі принаймні 10 % жінок у національних законодавчих органах, набагато менше подолали 20 % і 30 % бар'єри. Станом на липень 2019 року лише 23 % суверенних держав мали понад 30 % жінок у парламенті. Основні англомовні демократії входять переважно до 40 % найкращих країн рейтингу. Нова Зеландія посідає п'яте місце, а жінки становлять 48,3 % парламенту. Сполучене Королівство (32,0 % у нижній палаті, 26,4 % у верхній палаті) посідає 39 місце, тоді як Австралія (30,5 % у нижній палаті, 48,7 % у верхній палаті) займає 47 місце зі 189 країн. Канада посідає 60 місце (29,6 % нижня палата, 46,7 % верхня палата), тоді як Сполучені Штати займають 78 місце (23,6 % у нижній палаті, 25,0 % у верхній палаті). Не всі ці нижні та/або верхні палати національних парламентів обираються прямим шляхом; наприклад, у Канаді члени верхньої палати (Сенату) призначаються.
Станом на 30 серпня 2008, Куба має найвищий відсоток серед країн без квот. У Південній Азії найвищим за рейтингом участі жінок у політиці є Непал (33 %). Серед країн Східної Азії, має найвищий відсоток жінок у парламенті має Тайвань (38.0 %).
Памела Пакстон описує три чинники, які є причинами того, чому за останні кілька десятиліть представництво жінок на національному рівні стало набагато більшим. По-перше, це мінливі структурні та економічні умови націй, які свідчать про те, що освітні досягнення разом із збільшенням участі жінок у робочій силі заохочують їх представництво. Другий — політичний фактор; представництво жінок на посаді засноване на пропорційній системі. Деякі системи голосування побудовані так, що партія, яка набирає 25 % голосів, отримує 25 % місць. У цих процесах політична партія відчуває себе зобов'язаною збалансувати представництво між статями в своїх голосах, підвищуючи активність жінок у політичному житті. Мажоритарна виборча система, яка використовується в Сполучених Штатах, Сполученому Королівстві та Індії, дозволяє вибори лише з одним кандидатом і, таким чином, дозволяє політичним партіям повністю диктувати представників регіонів, навіть якщо вони контролюють лише невелику більшість голосів. Нарешті, існує ідеологічна налаштованість країни; концепція, згідно з якою культурні аспекти жіночих ролей або позицій у місцях, де вони живуть, визначають, де вони стоять у цьому суспільстві, зрештою або допомагаючи цим жінкам, або перешкоджаючи їм займати політичні посади.
У 1995 році Організація Об'єднаних Націй поставила за мету досягти 30 % представництва жінок. Нинішній щорічний приріст жінок у національних парламентах у всьому світі становить приблизно 0,5 %. Такими темпами гендерний паритет у національних законодавчих органах не буде досягнутий до 2068 року.

### Дипломатія
Головним бразильським державним феміністичним агентством на федеральному рівні у Бразилії донедавна був Секретаріат політики щодо жінок. За урядів Робітничої партії (2003—2016) Бразилія проводила політику, орієнтовану на жінок, у трьох вимірах своєї зовнішньої політики: дипломатія, співпраця для розвитку та безпека.
У 1923—1976 рокух в Ірландії Енн Марі О'Браєн вивчала жінок у Міністерстві закордонних справ Ірландії, пов'язаному з Лігою Націй та Організацією Об'єднаних Націй. Вона вважає, що жінки мали більше можливостей в ООН.
У 1927 році в Сполучених Штатах до дипломатичної служби приєдналася Френсіс Е. Вілліс, ставши лише третьою американкою, яка це зробила. Вона служила в Чилі, Швеції, Бельгії, Іспанії, Великобританії та Фінляндії, а також у Державному департаменті. У 1953 році вона стала першою жінкою-послом США у Швейцарії, а пізніше була амбасадоркою у Норвегії та на Цейлоні. Зростання Вілліс на дипломатичній службі відбулося завдяки її компетентності, наполегливій праці та впевненості в собі. Також у її кар'єрі допомогла підтримка впливових наставників. Хоча Вілліс не була войовничою феміністкою, вона проклала шлях для інших амбасадорок.

### Місцеве представництво
Опитування 2003 року, проведене United Cities and Local Governments (UCLG), глобальною мережею підтримки інклюзивних місцевих органів влади, показало, що середня частка жінок у місцевих радах становила 15 %. На керівних посадах частка жінок була нижчою: наприклад, 5 % мерів муніципалітетів Латинської Америки — жінки.
Дедалі більше уваги приділяється представництву жінок на місцевому рівні. Більшість цих досліджень зосереджено на країнах, що розвиваються. Децентралізація уряду часто призводить до того, що структури місцевого самоврядування є більш відкритими для участі жінок як у якості обраних депутатів місцевих рад, так і як клієнтjr послуг місцевого самоврядування.
Згідно з порівняльним дослідженням жінок у місцевих органах влади в Східній Азії та Тихоокеанському регіоні, жінки досягли більших успіхів у досягненні посади прийняття рішень у місцевих органах влади, ніж на національному рівні. Органи місцевого самоврядування, як правило, більш доступні та мають більше доступних посад. Крім того, роль жінок у місцевих органах влади може бути більш прийнятною, оскільки вони розглядаються як продовження їхньої участі в громаді.

## Виклики, з якими стикаються жінки
Політологи поділяють причини недостатнього представництва жінок на державних посадах на дві категорії: попит і пропозиція. Пропозиція стосується загального прагнення жінок балотуватися на посаду та доступу до таких ресурсів, як освіта та час, тоді як попит стосується підтримки еліти, упередженості виборців та інституційного сексизму. Жінки стикаються з численними перешкодами в досягненні представництва в уряді. Найбільші труднощі, з якими може зіткнутися жінка в уряді, виникають під час перебування на посаді в уряді, на відміну від того, коли вона обіймає цю посаду. Дослідження показують, що однією з найбільших проблем є фінансування кампанії. Дослідження також показують, що жінки, які балотуються на політичні посади, збирають таку ж суму грошей, як і їхні колеги-чоловіки, однак вони відчувають, що для цього їм потрібно більше працювати.
За опитуванням, проведеним на вибірці з 3640 обраних муніципальних посадових осіб, жінки стикаються з труднощами, пов'язаними з такими речами, як фінансування кампанії, тому що партійні лідери їх залучають не так активно, як чоловіків. Є два фактори, які сприяють цій тенденції. По-перше, партійні лідери прагнуть залучати кандидатів, схожих на них. Оскільки більшість партійних лідерів є чоловіками, вони зазвичай вважають чоловіків основними кандидатами, оскільки вони мають більше схожості, ніж більшість жінок. Ця ж концепція застосовна до обговорення другого фактора. Рекрутинг працює через такі мережі, як посадові особи нижчого рівня або афілійовані підприємства. Оскільки жінки недостатньо представлені в цих мережах, згідно зі статистичними даними, вони мають менше шансів бути завербованими, ніж чоловіки. Через ці проблеми жінкам доводиться витрачати час і свідомі зусилля на створення системи фінансової підтримки, на відміну від чоловіків.
Дехто стверджував, що політика — це «матриця домінування», розроблена расою, класом, статтю та сексуальністю. Міжсекціональність відіграє важливу роль у ставленні до жінок, які балотуються на політичні посади, а також у період перебування на політичній посаді. Одне дослідження, проведене в Бразилії, виявило, що расові розбіжності ще більше зачіпають кандидаток під час набору та відбору кандидатів та кандидаток. Бразильські жінки африканського походження, коли балотувалися на політичні посади, були в найбільш несприятливому становищі.

### Суспільство
Гендерна нерівність у сім'ях, несправедливий розподіл праці в домогосподарствах і культурне ставлення до гендерних ролей ще більше підкорюють жінок і обмежують їх представництво в суспільному житті. У високопатріархальних суспільствах часто існують місцеві структури влади, які ускладнюють боротьбу жінок. Таким чином, їхні інтереси часто не представлені або представлені недостатньо.

### Упередженість виборців та виборчинь
Однією з основних проблем, яку кандидатки повинні подолати, щоб отримати політичні посади, є упередженість виборців. За одним дослідженням, жінки частіше стверджували, що чоловікам легше бути обраними на вищу посаду. Дослідження показало, що 58 % чоловіків і 73 % жінок заявили, що чоловікам легше бути обраними на вищу посаду. У США, за одним опитуванням, 15 % американців все ще вважають, що чоловіки є кращими політичними кандидатами, ніж жінки. Інше опитування показало, що 13 % американських жінок або повністю погоджуються, або погоджуються з тим, що чоловіки, як правило, кращі політичні кандидати, ніж жінки.
У США багато виборців вважають, що чоловіки та жінки мають риси, які відображають стереотипи, у які вони вірять. Багато хто вважає, що кандидатки надто емоційні, більш готові поступатися чи йти на компроміси, недостатньо кваліфіковані та більш ніжні. Ці уявлення часто негативно впливають на жінок, оскільки люди часто вважають, що багатьом жінкам не варто балотуватися на посаду через ці стереотипи щодо кандидатства.

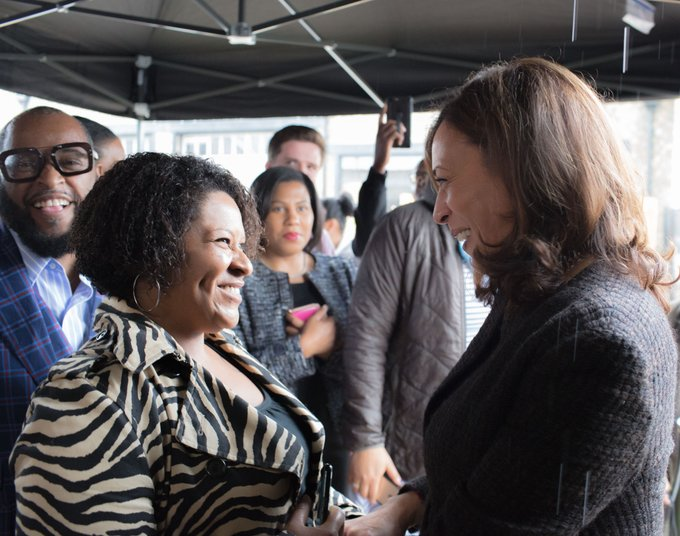
Камала Гарріс, приклад жінки, яка подолала системні виклики, зараз займає високу посаду в уряді.

### Систематичні виклики
Було багато аргументів про те, що мажоритарна виборча система голосування є недоліком для шансів жінок потрапити на посаду. Ендрю Рейнольдс наводить один із цих аргументів, стверджуючи: «Мажоритарні одномандатні окружні системи, чи то англо-американська різновид FPTP, чи австралійська преференційна альтернативна система голосування (AV), або французька двотурова система (TRS), вважаються особливо несприятливими для шансів жінок бути обраними на посаду». Ендрю вважає, що найкращі системи — це пропорційні списки: «У цих системах високої пропорційності між отриманими місцями та поданими голосами невеликі партії можуть отримати представництво, а партії мають стимул розширити свою загальну привабливість на виборах, зробивши свої списки кандидатів та кандидаток якомога різноманітнішими».
Навіть після обрання жінки, як правило, обіймають менш цінні посади в кабінеті міністрів або подібні посади. Їх іноді називають «м'якими галузями» і включають охорону здоров'я, освіту та соціальне забезпечення. Набагато рідше жінки мають повноваження приймати виконавчі рішення у більш впливових сферах або тих, які пов'язані з традиційними уявленнями про маскулінність (таких як фінанси та армія). Як правило, чим потужніша установа, тим менша ймовірність, що інтереси жінок будуть представлені. Крім того, у більш автократичних націях жінки менш схильні до представлення своїх інтересів. Багато жінок досягають політичного статусу завдяки родинним зв'язкам, оскільки в їхній родині є чоловіки, які займаються політикою. Ці жінки, як правило, походять із сімей з вищим рівнем доходів і вищим статусом, і, отже, вони можуть бути не так зосереджені на проблемах, з якими стикаються сім'ї з меншими доходами. У Сполучених Штатах на нижньому рівні професійної драбини є більша частка жінок, а на верхньому — більша частка чоловіків. Дослідження показують, що жінки недостатньо представлені на керівних посадах у державних установах, складають лише 18 % у Конгресі та 15 % у радах компаній. Коли жінки й отримують будь-який рівень представництва, то це в сферах охорони здоров'я, соціального забезпечення та праці. Вважається, що вони вирішують проблеми, які називають жіночими.

### Особисте життя і вибір
Крім того, жінки, які балотуються на державні посади, зазвичай отримують додатковий непотрібний контроль за своїм приватним життям. Наприклад, медіа часто розбирають модний вибір політично активних жінок. У цих «аналізах» жінки рідко отримують схвалення від представників та представниць засобів масової інформації, які зазвичай кажуть, що у них або занадто багато шкіри, або занадто мало, або, можливо, вони виглядають занадто жіночно або занадто мужньо. Сільвія Башевкін також зазначає, що їхнє романтичне життя часто викликає великий інтерес у широких верств населення, можливо, більше, ніж їхні політичні плани чи позиція щодо певних питань. Вона зазначає, що ті, хто «здається сексуально активним поза моногамним гетеросексуальним шлюбом, стикаються з особливими труднощами, оскільки їх, як правило, зображують докучливими лисицями», які більше зацікавлені у своєму приватному романтичному житті, ніж у своїх громадських обов'язках. Якщо вони перебувають у моногамних подружніх стосунках, але мають дітей, то їх придатність до посади стає питанням про те, як їм вдається бути політикинями, одночасно піклуючись про своїх дітей, про що чоловіка-політика запитуватимуть рідко, якщо взагалі будуть цим цікавитися.
Значні затримки в прагненні жінок до політичної кар'єри є сімейні обов'язки та створення сім'ї.
Дослідження 2017 року показало, що кандидатки від Республіканської партії проходять на виборах гірше, ніж чоловіки-республіканці та жінки-демократки.
Дослідження 2020 року показало, що підвищення на посаді мера чи парламентаря подвоює ймовірність розлучення для жінок, але не для чоловіків.

### Політичні партії
У Канаді є докази того, що політикині стикаються з гендерною стигмою з боку чоловіків-членів політичних партій, до яких вони належать, що може підірвати здатність жінок досягти або зберегти керівну роль. Полін Маруа, лідерка Партії Квебеку (PQ) і офіційної опозиції Національної асамблеї Квебеку, була об'єктом претензії Клода Пінарда, «заднього лавця» PQ, що багато жителів Квебеку не підтримують жінок-політиків: «Я вважаю, що однією з її серйозних недоліків є те, що вона жінка […] Я щиро вірю, що значна частина населення не підтримає її, тому що вона жінка». Дослідження 2000 року, яке проаналізувало результати виборів 1993 року в Канаді, показало, що серед «подібних жінок і чоловіків-кандидатів» жінки насправді мали невелику перевагу в голосуванні. Дослідження показало, що ні явка виборців, ні міські/сільські виборчі округи не є факторами, які допомагають або шкодять кандидатці, але «скромний внесок у виборчу перевагу жінок зробив досвід роботи в неполітичних організаціях».
Брюс М. Хікс, дослідник виборчих досліджень з Університету Монреаля, стверджує, що дані показують, що жінки-кандидатки починають з переваги в очах виборців у 10 відсотків, і що жінки-кандидатки часто більш сприятливо асоціюються виборцями з такі питання, як охорона здоров'я та освіта. Уявлення електорату про те, що кандидатки мають більший досвід у традиційних жіночих сферах, таких як освіта та охорона здоров'я, створює ймовірність того, що гендерні стереотипи можуть працювати на користь жінок-кандидаток, принаймні серед електорату. Однак у політиці Хікс зазначає, що сексизм не є чимось новим:
(Проблема Маруа) справді відображає те, що відбувається протягом деякого часу: жінки, які займають владні посади, мають проблеми з точки зору того, як вони керують владою [...] Проблема не в них, а в підпорядкованих їм чоловіках не сприймає вказівки сильних жінок. І такий кулуарний брудний діалог може потрапити в поле зору громадськості.
У самому Квебеку Дон Макферсон зазначив, що сам Пінард досяг більшого успіху на виборах з Поліною Маруа як лідеркою партії, ніж під час попереднього лідера партії-чоловіка, коли Пінарда не вдалося обрати в його партію. Демографічно електоральна група Пінарда є сільською, з «відносно старшими, менш освіченими виборцями та виборчинями».

### Дефіцит ресурсів
В одному дослідженні, яке вивчало фінансування кампаній у Чилі, дослідники у фінансуванні кампаній виявили значне гендерне упередження щодо жінок. У Чилі партії отримують гроші безпосередньо від уряду для розподілу між різними кандидатами, а кандидати обмежені певною сумою грошей, яку вони можуть витратити на свою кампанію. Чилійський уряд запровадив кілька стратегій, щоб спробувати збільшити гендерне представництво. Вони встановили 40 % квоту на політичні місця та відшкодовували кошти політичним партіям, коли вони обирали жінок-політичних кандидаток, щоб стимулювати їх. Навіть у цьому «найменш вірогідному» випадку дослідники виявили, що серед кандидатів без попереднього досвіду балотування чоловіки збирали б фінансування жінок.

### Перехресність і виклики, з якими стикаються жінки
Багато жінок стикаються з проблемами, які призводять до їх недостатнього представництва на політичних посадах, посилюються іншими інституційними факторами. Зокрема, расова приналежність відіграє все більшу роль у проблемах, з якими стикаються жінки, коли вони вирішують балотуватися на посаду, активно балотуються на посаду та активно займають посаду. В одному дослідженні, яке було зосереджено на поводженні з афробразильськими жінками, дослідники виявили, що інституціоналізація партій збільшує ймовірність того, що партії оберуть жінок, однак ефект більш приглушений для афробразилійок. У Бразилії афроамериканці та афроамериканки вже стикаються зі значною нестачею ресурсів, як-от нижчим середнім доходом, нижчим рівнем законодавства та вищим рівнем неписьменності. У поєднанні з цими бар'єрами афробразильські жінки також стикаються з бар'єрами в доступі до влади. Дослідники виявили, що жінки африканського походження постійно збирали менше грошей і отримували менше голосів, навіть якщо вони володіли традиційними характеристиками адекватної політичної кандидатки.
Одне дослідження показало, що в амбіціях жінок та їхньому рішенні балотуватися на політичну посаду значну роль відіграє міжсекціональність. Вони виявили, що коли жінкам розповідали про різні причини недостатнього представництва жінок на політичних посадах, жінки різних рас реагували дуже по-різному. Дослідники заявили, що «приписування відсутності паритету у жінок факторам попиту дозволяє білим та азіайським жінкам „зневажити“ можливість того, що невдача залежить від їхніх власних здібностей, таким чином посилюючи політичні амбіції жінок. З іншого боку, обґрунтування недостатнього представництва жінок причиною факторів пропозиції пригнічує політичні амбіції білих та азійських жінок, можливо, через стереотипну загрозу. Чорношкірі жінки реагують протилежним чином, з пригніченими політичними амбіціями у сценаріях попиту, тоді як на латиноамериканок ці наративи не впливають».

## Дзеркальне уявлення
Участь жінок у офіційній політиці в усьому світі нижча, ніж чоловіків. Аргумент, висунутий вченими Джакеттою Ньюман і Ліндою Вайт, полягає в тому, що участь жінок у сфері високої політики є вирішальною, якщо мета полягає в тому, щоб вплинути на якість державної політики. Таким чином, концепція дзеркального представництва спрямована на досягнення гендерного паритету на державних посадах. Іншими словами, дзеркальне відображення означає, що частка жінок у керівництві має відповідати частці жінок у населенні, яким вони керують. Дзеркальне представлення ґрунтується на припущенні, що виборні посадові особи певної статі ймовірно підтримуватимуть політику, спрямовану на користь виборців тієї ж статі.

### Вплив на державну політику
Ключова критика полягає в тому, що дзеркальне представлення передбачає, що всі представники чи представниці певної статі діють під рубрикою спільної ідентичності, не беручи до уваги інші фактори, такі як вік, освіта, культура чи соціально-економічний статус. Однак прихильники дзеркального представлення стверджують, що жінки мають інші стосунки з державними установами та державною політикою, ніж чоловіки, і тому заслуговують на рівне представництво лише в цьому аспекті. Ця особливість ґрунтується на історичній реальності, згідно з якою жінки, незалежно від походження, переважно були виключені з впливових законодавчих та керівних посад. Як зазначає Сільвія Башевкін, «представницька демократія здається зіпсованою, упередженою та несправедливою, коли жінки, як більшість громадян, не бачать свого відображення в керівництві своєї держави». Справді, питання участі жінок у політиці є настільки важливим, що Організація Об'єднаних Націй визначила гендерну рівність у представництві (тобто дзеркальне представництво) як мету в Конвенції про ліквідацію всіх форм дискримінації жінок (CEDAW) та Пекінська платформа дій. Окрім пошуку рівності, метою дзеркального представлення є також визнання важливості участі жінок у політиці, що згодом узаконює цю участь.
Результати досліджень, які розглядали значення представництва жінок у фактичних результатах політики, відрізнялися. Хоча жінки в Сполучених Штатах частіше вважають себе феміністками, дослідження 2014 року, присвячене Сполученим Штатам, не виявило «відсутності впливу статі мера на результати політики». Дослідження 2012 року виявило неоднозначні докази того, що частка радниць у Швеції вплинула на умови життя громадянок, такі як дохід жінок, безробіття, стан здоров'я та відпустка по догляду за дитиною. Дослідження 2015 року, проведене у Швеції, стверджує, що: «Висновки показують, що законодавиці захищають феміністські інтереси більше, ніж їхні колеги-чоловіки, але вони лише незначно реагують на електоральні переваги жінок». Дослідження 2016 року, присвячене африканським політикам та політикиням, виявило, що «гендерні відмінності в політичних пріоритетах [у середньому] досить незначні, відрізняються в різних сферах політики та країнах».

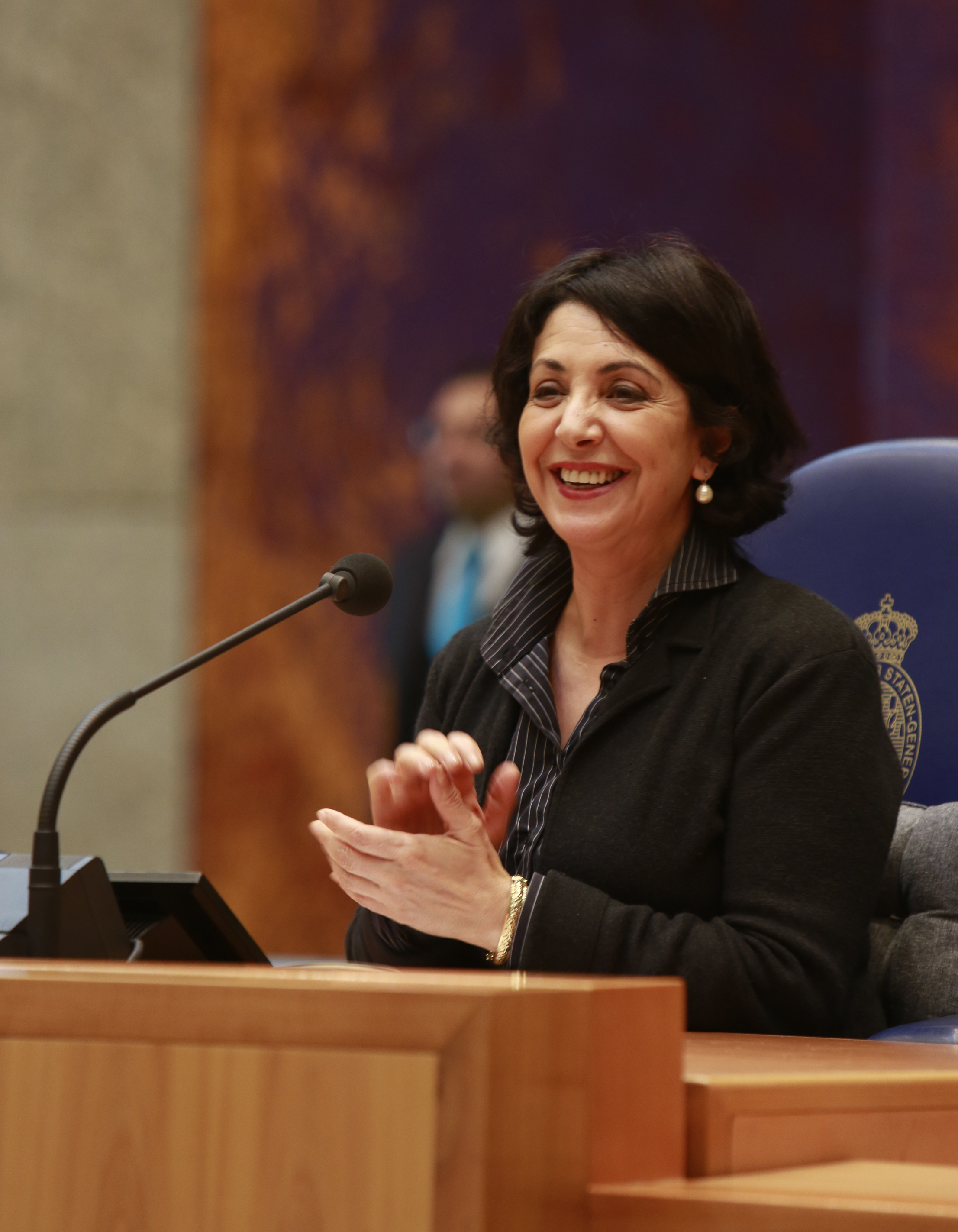
Хадіджа Аріб у голландському парламенті

За даними ОЕСР, збільшення кількості міністерок у кабінеті міністрів пов'язане зі зростанням державних витрат на охорону здоров'я в багатьох країнах.

### Соціальні та культурні бар'єри
Дзеркальне представництво виникає через бар'єри, з якими часто стикаються політичні кандидатки. До них належать статеві стереотипи, політична соціалізація, недостатня підготовленість до політичної діяльності, поєднання роботи та сім'ї. У засобах масової інформації жінок часто запитують, як би вони збалансували обов'язки на виборній посаді з обов'язками перед сім'єю, чого ніколи не запитують чоловіків.
Статеві стереотипи: Статеві стереотипи припускають, що чоловічі та жіночі риси переплітаються з лідерством. Отже, упередження щодо жінок походить від уявлення про те, що жіночність за своєю природою породжує слабке лідерство. Через агресивний і конкурентний характер політики багато хто наполягає на тому, що участь у виборних посадах вимагає чоловічих рис. Статеві стереотипи — це далеко не історична минувшина. На кандидаток (а не на чоловіків-кандидатів) чиниться тиск, щоб вони посилили свої чоловічі риси, щоб заручитися підтримкою виборців, які ототожнюють себе з соціально сконструйованими гендерними ролями. Крім того, дослідження Американського університету в 2011 році показують, що жінки на 60 % рідше, ніж чоловіки, вважають, що вони не кваліфіковані, щоб брати на себе політичну відповідальність. Отже, патріархат у політиці відповідає за меншу участь жінок.
Сексуальне та фізичне насильство: у Кенії активістці за права жінок на ім'я Аша Алі погрожували та побили троє чоловіків перед її дітьми та літньою матір'ю за те, що вона виступала кандидаткою. Опитування 2010 року, в якому взяли участь вісімсот вірогідних виборців США, виявило, що навіть дуже м'які сексистські висловлювання вплинули на ймовірність того, що вони проголосують за жінку (Krook, 2017). Навіть на початку 2016 року 14-річну дівчинку викрали з ліжка пізно ввечері та зґвалтували як помсту за перемогу її матері на місцевих виборах в Індії, що є прикладом сексуального насильства. Усі ці дані свідчать про те, що жінки стикаються з багатьма проблемами в політичному середовищі, де чоловіки намагаються придушити жінок, коли вони намагаються підвищити свій голос у політиці за здійснення позитивних змін для розширення прав і можливостей жінок.
Відсутність медіа-підтримки: якісне та кількісне дослідження показує, що медіа відображають і зміцнюють суспільство, з домінуванням чоловіків. Жінки в новинах, як правило, використовуються для поганих новин і просто через вульгарні або неправильні підстави, такі як зовнішній вигляд, особисте життя, одяг і характери. ЗМІ люблять давати більше оновлень про всі ці вищезазначені приклади замість їхньої фактичної ролі та досягнень у політиці.
Політична соціалізація: політична соціалізація — це ідея про те, що в дитинстві люди впроваджуються в соціально сконструйовані норми політики. Стосовно представництва жінок в уряді йдеться про те, що статеві стереотипи починаються в ранньому віці та впливають на ставлення населення до того, яка стать підходить для державних посад. Серед агентів соціалізації можуть бути сім'я, школа, вища освіта, ЗМІ та релігія. Кожен із цих агентів відіграє ключову роль у сприянні бажання йти в політику або в переконуванні в цьому.
Як правило, дівчата сприймають політику як «чоловічу сферу». Ньюман і Вайт припускають, що жінки, які балотуються на політичні посади, «соціалізувалися до інтересу до політики та життя в ній» і що «багато політикинь повідомляють, що народилися в політичних сім'ях зі слабкими гендерно-рольовими нормами».
Жінки, які балотуються в сенат США, часто недостатньо представлені в новинах. Те, як кандидатів-чоловіків і жінок зображують у ЗМІ, впливає на те, як кандидаток обирають на державні посади. До кандидаток-жінок у ЗМІ ставляться інакше, ніж до їхніх колег-чоловіків на виборах у сенат США. Жінки менше висвітлюються в новинах, а висвітлення, яке вони отримують, більше зосереджується на їхній життєздатності, а не на їхніх проблемних позиціях. Через що кандидаток не помічають і недооцінюють під час виборів, це є перешкодою для жінок, які балотуються до Сенату США.
Відсутність підготовки до політичної діяльності: наслідком політичної соціалізації є те, що вона визначає, наскільки жінки схильні робити кар'єру, яка може бути сумісною з офіційною політикою. Кар'єра в юриспруденції, бізнесі, освіті та уряді, професіях, у яких жінки є меншинами, є звичайною професією для тих, хто пізніше вирішить зайняти державну посаду.
Баланс між роботою та сім'єю. Жінкам незмінно важче поєднати роботу та життя, оскільки суспільство, як правило, очікує, що вони будуть головними опікунками дітей та домогосподарками. Через ці вимоги передбачається, що жінки відкладуть політичні прагнення, поки їхні діти не підростуть. Крім того, бажання жінки зробити кар'єру в політиці разом із тим, наскільки респондентка відчуває, що її сімейні обов'язки можуть перешкоджати її здатності бути виборною посадовою особою. Дослідження показали, що нові політикині в Канаді та США старші за своїх колег-чоловіків. І навпаки, жінку можуть змусити залишитися бездітною, щоб отримати політичну посаду.
Перешкодою для балансу між політичною кар'єрою та сім'єю також можуть стати інституційні бар'єри. Наприклад, у Канаді члени парламенту не вносять внесок у страхування зайнятості; отже, вони не мають права на допомогу по батьківству. Така відсутність відпустки по догляду за дитиною, безсумнівно, стала б причиною для жінок відкладати пошук виборчої посади. Крім того, мобільність відіграє вирішальну роль у динаміці роботи та сім'ї. Обрані посадові особи зазвичай змушені долати великі відстані до своїх відповідних столиць і назад, що може бути стримуючим фактором для жінок, які прагнуть отримати політичну посаду.

## Шляхи до політичної участі
У всьому світі існують чотири основні шляхи, які привели жінок до політичних посад:
- Політична сім'я — жінки на цьому шляху походять із сімей, які мають довгу історію участі у виборчій політиці.
- Сурогат — жінки на цьому шляху обіймають посаду, часто тимчасово, як заміна батька, чоловіка чи брата, який нещодавно помер.
- Партійне чи політичне інсайдерство — жінки на цьому шляху починають із низу партійної чи політичної драбини та з часом просуваються вгору, виконуючи необхідні ролі, щоб продемонструвати лояльність до партії.
- Політичне аутсайдерство — жінкам на цьому шляху зазвичай не вистачає політичного досвіду, але вони працюють на платформі, наголошуючи на нових політичних змінах, і служать альтернативою статус-кво.

### Модель політичної вербування
Модель політичного рекрутингу — це термін, який придумали політологи, які вивчали, чому жінки не обіймають політичні посади так само, як чоловіки. Модель політичного найму класифікує етапи між громадянином і політиком, і багато політологів використовують це, щоб дослідити, де жінки втрачають можливість і шанси обіймати виборні посади. Модель політичного вербування складається з чотирьох категорій: прийнятність, претендентство, кандидатство та обраність. Вивчаючи шляхи до політичної участі, політологи зосереджуються на тому, звідки в цьому шляхопроводі жінки мають тенденцію «витікати».

## Політика збільшення участі жінок

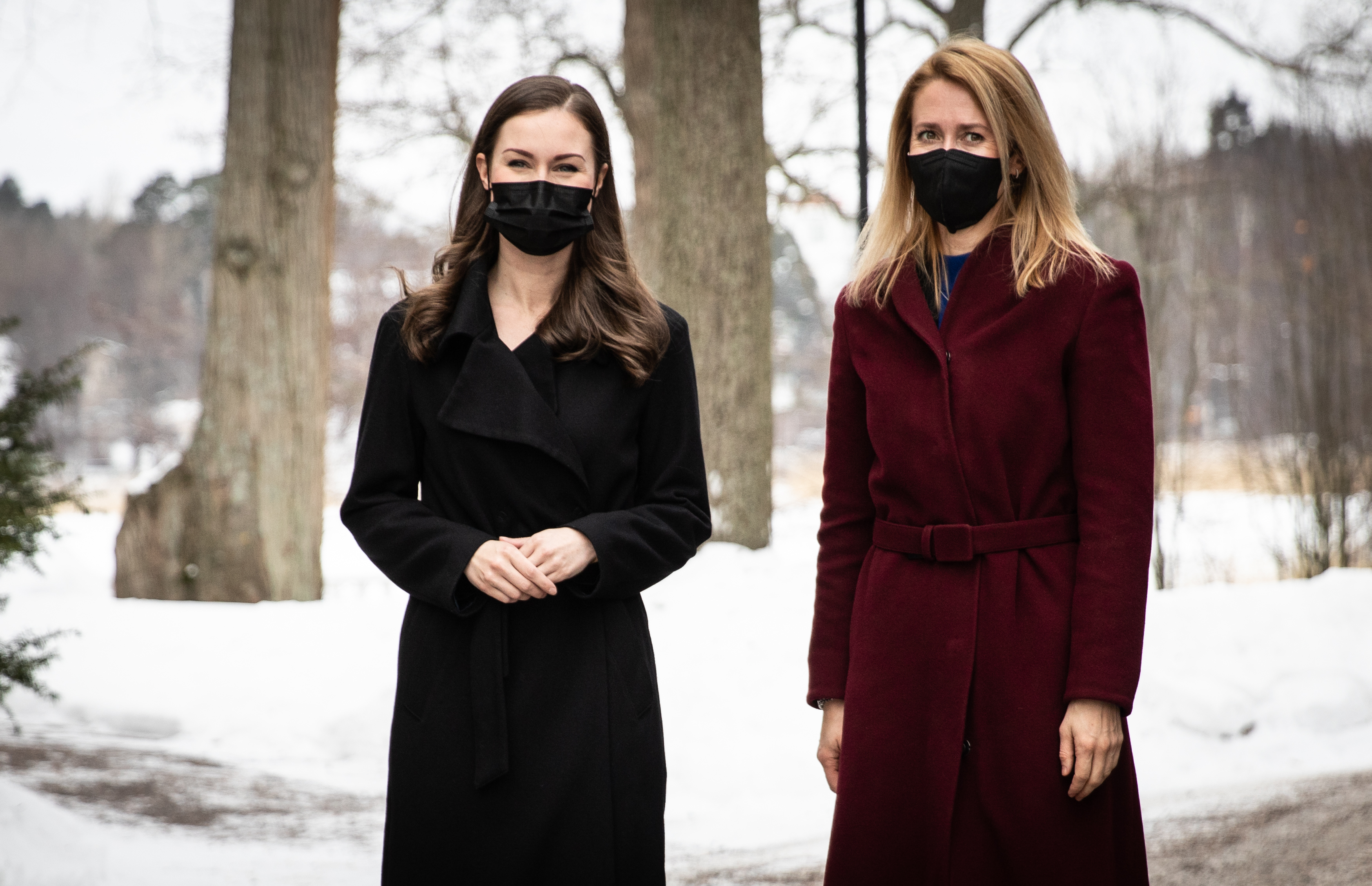
Прем'єр-міністерка Фінляндії Санна Марін з прем'єр-міністеркою Естонії Каєю Каллас у Гельсінкі, 2021 рік

Організація Об'єднаних Націй визначила шість шляхів, за допомогою яких можна посилити участь жінок у політиці та уряді. Ці шляхи: вирівнювання освітніх можливостей, квоти для участі жінок у керівних органах, законодавча реформа для посилення уваги до питань, що стосуються жінок і дітей, фінансування гендерно-орієнтованих бюджетів для рівного врахування потреб чоловіків і жінок, збільшення присутності статистичні дані з розбивкою за статтю в національних дослідженнях/даних, а також сприяння присутності та діяльності масових рухів за розширення прав і можливостей жінок.
Першою урядовою організацією, сформованою з метою забезпечення рівності жінок, був Жінвідділ у більшовицькій Росії в 1920-х роках.

### Освіта
Жінки з формальною освітою (будь-якого рівня) з більшою ймовірністю відкладуть шлюб та наступні пологи, будуть краще поінформовані про харчування немовлят і дітей та забезпечують імунізацію дітей. Діти матерів з формальною освітою краще харчуються і мають вищі показники виживання. Освіта є життєво важливим інструментом для будь-якої людини в суспільстві, щоб покращити себе на шляху кар'єри, і вирівнювання освітніх можливостей для хлопців і дівчат може мати форму кількох ініціатив:
- скасування плати за освіту, яка вимагала б від батьків враховувати фінансові питання, вирішуючи, кому з дітей навчатися. Бідні діти в сільській місцевості особливо страждають від нерівності, спричиненої платою за навчання.[77]
- заохочення батьків і громад до запровадження програми гендерної рівності в освіті. Передбачувані альтернативні витрати на навчання дівчат можуть бути розглянуті за допомогою програми умовних грошових трансфертів, яка фінансово винагороджує сім'ї, які навчають своїх дочок (таким чином усуваючи фінансовий бар'єр, який є результатом того, що дівчата замінюють відвідування школи роботою в сім'ї).
- створення шкіл, «дружніх до дівчат», щоб мінімізувати упередженість і створити безпечне шкільне середовище для дівчат і молодих жінок. Наразі перешкодою для відвідування школи дівчатами є ризик сексуального насильства на шляху до школи.[78] «Безпечне шкільне середовище» — це середовище, в якому школа розташована таким чином, щоб мінімізувати таке насильство, на додаток до надання дівчатам можливостей для навчання (на відміну від використання учениць для виконання прибиральниць або іншої чорної праці).[78]

Марк П. Джонс, посилаючись на книгу Норріса Legislative Recruitment, стверджує, що: «На відміну від інших факторів, які, як було визначено, впливають на рівень жіночого представництва в законодавчих органах, таких як політична культура країни та рівень економічного розвитку, інституційні правила відносно легко змінити».
У статті про відсторонення жінок від політики в південній Африці Аманда Гоус сказала: «Найбільші перешкоди, які потрібно подолати для жінок, усе ще знаходяться на місцевому рівні, де і чоловіків, і жінок часто набирають із громад і вони мають обмежені політичні навички». Рівень освіти в цих органах місцевого самоврядування або, якщо на те пішло, людей, які займають ці владні посади, є нестандартним.
Один із прикладів перешкод, з якими стикаються жінки, щоб отримати хорошу освіту, — Пекін. «Більшість жінок, які відвідували форуми неурядових організацій, які супроводжували конференції ООН, призначені для урядових делегацій (хоча все частіше уряди включають активістів, активісток і членів неурядових організацій серед своїх офіційних делегатів), були освіченими жінками середнього класу з INGOS, донорками, науковицями та активістками». Лідія Компе, відома південноафриканська активістка, була однією з таких сільських жінок. Вона зазначила, що почувалася приголомшеною та повністю знесиленою. На початку вона не думала, що зможе закінчити свій термін через брак освіти. Маніша Десаї пояснює, що: «Існує нерівність просто в тому факті, що система ООН та її місця розташування багато говорять про поточну спрямованість цих систем, такі посади в США та Західній Європі дозволяють легше отримати доступ до цих жінок у цьому регіоні. Важливо також зазначити, що інституції по-різному впливають на культурну схильність обирати кандидаток у різних частинах світу».
Вивчення історії представництва жінок стало великим внеском у допомогу вченим у розгляді таких концепцій. Ендрю Рейнольдс стверджує: «історичний досвід часто призводить до гендерного просування, а політична лібералізація дозволяє жінкам мобілізуватись у публічній сфері». Він стверджує, що ми побачимо більшу кількість жінок на вищих посадах у встановленій демократії, ніж у демократіях, що розвиваються, і «чим більш неліберальною є держава, тим менше жінок буде на владних посадах». Оскільки країни відкривають системи освіти для жінок, і все більше жінок беруть участь у сферах, де історично домінували чоловіки, можна побачити зміну політичних поглядів щодо жінок в уряді.

### Гендерні квоти

Приклад виборчого бюлетеня ТРС

Квоти — це чіткі вимоги щодо кількості жінок на політичних посадах. «Гендерні квоти для виборів законодавців використовувалися з кінця 1970-х років кількома політичними партіями (через партійний статут) у невеликій кількості розвинених індустріальних демократій; такими прикладами можуть бути Німеччина та Норвегія». Ендрю Рейнольдс каже, що «в законодавчих органах штату чи самих партій все частіше практикується використання офіційних чи неофіційних механізмів квотування для просування жінок як кандидаток і депутаток». Статистика щодо систем квот була ретельно вивчена академічними колами. Європейський суд з прав людини вирішив свою першу справу щодо жіночої квоти у 2019 році, а станом на грудень 2019 року, одна справа щодо чоловічої квоти перебуває на розгляді суду. У справі Зевнік та інші проти Словенії суд висловив свою рішучу підтримку гендерних квот як інструменту збільшення участі жінок у політиці. Гендерні квоти є популярною формою державного фемінізму.
Типи квот включають:
- Системи статевих квот: встановлюють «критичне значення», нижче якого уряд вважається незбалансованим. Приклади таких критичних значень включають 20 % законодавців чи законодавичь або 50 % політиків чи політикинь.
- Правові системи квот регулюють управління політичними партіями та органами. Такі квоти можуть бути передбачені виборчим законодавством (наприклад, аргентинським законом про квоти) або конституцією (як у Непалі).
- Системи добровільних партійних квот можуть використовуватися політичними партіями за бажанням, але вони не передбачені законодавством про вибори чи конституцією країни. Якщо провідна політична партія або політична партія більшості в країні бере участь у системі добровільних партійних квот, ефект може «просочитися» до політичних партій меншості в країні (як у випадку з Африканським національним конгресом у Південній Африці).

Квоти можуть використовуватися на різних етапах процесу політичного висунення/відбору для вирішення різних ситуацій, коли жінки за своєю суттю можуть опинитися в невигідному становищі:
- Потенційна кандидатура: системи статевих квот можуть вимагати, щоб певний відсоток кандидатів становили жінки.
- Висунення: на цьому етапі застосовуються юридичні або добровільні квоти, під час яких певна частина висунутих кандидатів у виборчому бюлетені партії мають бути жінками.
- Вибори: «зарезервовані місця» можуть займати лише жінки.

Використання квот може мати помітний вплив на представництво жінок в уряді. За оцінками, більш жорсткі квоти збільшують кількість жінок, обраних до парламенту, приблизно втричі порівняно з меншими квотами. У 1995 році Руанда посідала 24-те місце за представництвом жінок і підскочила на 1-е місце в 2003 році після введення квот. Подібні ефекти можна спостерігати, наприклад, в Аргентині, Іраку, Бурунді, Мозамбіку та Південній Африці. З 20 найкращих країн за представництвом жінок в уряді 17 з цих країн використовують певну систему квот, щоб забезпечити залучення жінок. Хоча таке залучення в основному запроваджується на національному рівні, в Індії були докладені зусилля щодо вирішення проблеми залучення жінок на субнаціональному рівні через квоти на посади в парламенті.
Оскільки квоти різко змінюють кількість представниць у політичній владі, ситуація змінюється. Хоча країни мають право регулювати свої власні закони, система квот допомагає пояснити соціальні та культурні інститути та їхнє розуміння та загальний погляд на жінок загалом. «На перший погляд, здається, що ці зміни збігаються із запровадженням гендерних квот для кандидатів та кандидаток у всьому світі, оскільки квоти з'явилися в країнах у всіх основних регіонах світу з широким спектром інституційних, соціальних, економічних і культурних характеристик».
Квоти були дуже корисними, оскільки дозволяли жінкам отримати підтримку та можливості для політичної кар'єри. Проте, багато хто вважає це неправильними діями. У своїй статті «Квоти як „швидкий шлях“ Друде Далеруп і Леніта Фрейденвалль обґрунтовують квотування рівного представництва жінок», зазначаючи: «З ліберальної точки зору, квоти як особливе групове право суперечать принципу рівних можливостей для всіх. Відверте надання переваги певним групам громадян, тобто жінкам, означає, що не всі громадяни (чоловіки) мають рівні шанси на досягнення політичної кар'єри». Далеруп і Фрейденваль стверджують, що хоча квоти створюють теоретичний дисбаланс у можливостях для чоловіків і що вони обов'язково порушують концепцію «класичного ліберального уявлення про рівність», квоти є майже необхідними для того, щоб підняти частку жінок у політиці до вищого рівня чи то завдяки рівним можливостям, чи просто рівним результатам. «За таким розумінням недостатнього представництва жінок, необхідні обов'язкові квоти для набору та обрання кандидаток-жінок, можливо, також включаючи положення про часові обмеження».
Запровадження гендерних квот у виборчому процесі викликало суперечки з боку політиків, що призвело до опору прийняттю квот у політичній сфері. Мобілізації жінок у політиці перешкоджали засоби збереження політичного виживання чоловіків та уникнення політичного втручання у владу та панування чоловіків. Крім того, впровадження гендерних квот призвело до того, що кількість кандидатів-чоловіків зменшилася, щоб їхні колеги-жінки могли брати участь, і це зазвичай називають «від'ємною сумою», і це може призвести до того, що більш кваліфікованому чоловікові буде відмовлено в дозволі для участі в політиці менш кваліфікованої жінки. Тим не менш, це поняття «більш кваліфікований» залишається незрозумілим і занадто часто використовується як репресивний інструмент для підтримки статус-кво, а саме, виключення жінок. Дійсно, ми можемо використовувати лише проксі-сервери для прогнозування майбутніх показників. Наприклад, дослідження вже давно довели, що використання балів SAT у США для вступу до університету надає перевагу привілейованим класам, які можуть пройти додаткову підготовку перед іспитом, тоді як менш заможні класи могли б досягти такого ж або навіть більшого успіху в коледжі. Проблема довірених осіб є ще гіршою у випадку жінок, оскільки це додається до когнітивного упередження гомофілії, яка змушує чоловіків, які вже мають владу, віддавати перевагу іншим чоловікам, щоб працювати з ними. Крім того, у випадку Аргентини, яка наразі має 30 % жіночої частки на кожному рівні уряду і запровадила «квоту жінок»; жінки, які були менш досвідченими, і були обрані лише через юридичну вимогу щодо квот. Запровадження «жінок за квотою» спричинило те, що політологи називають «ефектом мандату», коли жінки за квотою відчувають себе зобов'язаними представляти інтереси виключно жіночої громадськості. Більше того, щоб зберегти політичне виживання чоловіків, використовувалися «техніки домінування», щоб як виключити, так і позбавити легітимності представництво жінок у політиці, і це можна відобразити на прикладі Аргентини, де знадобилося кілька виборів, щоб отримати 35 % жінок-представниць. Зі збільшенням представництва жінок в Аргентині питання, які раніше рідко обговорювалися, стали першочерговими в дебатах, такі як «кримінальне законодавство, закони про сексуальне насильство, закони про відпустку по вагітності та пологах і вагітність… сексуальне виховання [і] екстрена контрацепція».
Суттєве представництво складається з двох окремих частин: як процесу, так і результату появи політикинь. Основне представництво, засноване на цьому процесі, пов'язане з гендерною перспективою, темами, які представниці обговорюють у політичних дебатах, і впливом, який вони мають на створення законопроектів. Крім того, цей процес також включає мережу між жінками в уряді та жіночими організаціями. Суттєве представництво за результатами пов'язане з успіхом ухвалення законодавства, яке забезпечує гендерну рівність як у державних, так і в приватних питаннях. Крім того, репрезентація по суті як процес не завжди призводить до репрезентації по суті за результатом; запровадження гендерних квот і представництва жінок безпосередньо не стимулює наплив законодавства.
Теорія критичної маси корелює як із суттєвим уявленням як процесом, так і з суттєвим уявленням як результатом. Теорія критичної маси припускає, що коли буде досягнуто певного відсотка представниць, законодавиці зможуть створювати та запроваджувати трансформаційну політику, і це потенційно може чинити тиск на квоти жінок, щоб вони діяли від імені всіх жінок. Досягнення критичної маси усуває тиск збереження статус-кво, якому меншини змушені підкорятися, щоб уникнути ярлика аутсайдерів з боку більшості. Одним із головних зауважень до теорії критичної маси є її увага до чисельності та розуміння того, що квоти жінок мають представляти жінок колективно. Крім того, представлення жінок як колективної групи залишається суперечливим, оскільки «[якщо] вона біла гетеросексуальна мати із середнього класу, вона не може виступати за афроамериканських жінок, чи бідних жінок, чи лесбійок на основі її власного досвіду більше, ніж чоловіки можуть говорити за жінок лише на основі свого».
Одне міжнаціональне дослідження показало, що впровадження виборчих гендерних квот, яке суттєво збільшило представництво жінок у парламенті, призвело до збільшення державних витрат на охорону здоров'я та відносного зменшення військових витрат, що узгоджується з припущенням, що жінки віддають перевагу першому, тоді як чоловіки віддають перевагу останньому в країнах, включених до дослідження. Однак, хоча кількісне збільшення кількості законодавиць може підштовхнути політику в напрямку інтересів жінок, законодавиць можна залучити до спеціалізації на законодавстві з питань жінок, як показує дослідження для законодавців в Аргентині, Колумбії та Коста-Риці. В Аргентині інше дослідження виявило, що запровадження гендерних квот збільшило загальну частоту внесення законопроектів щодо питань жінок, водночас зменшивши частоту внесення законопроектів у цю законодавчу сферу чоловіками — це свідчення приводить авторів до висновку, що введення законодавиць може зменшити стимул законодавців-чоловіків запроваджувати політику, яка відповідає інтересам жінок.

### Законодавство
Було багато випадків, коли рівне законодавство сприяло загальному розвитку рівності жінок у глобальному масштабі. Хоча жінки увійшли до законодавства, загальне представництво на вищих рівнях влади не встановлено. «Дивлячись на міністерські посади, розбиті за розподілом портфелів, можна побачити світову тенденцію розміщувати жінок на більш м'які соціально-культурні міністерські посади, а не на жорсткіші та політично престижніші посади економічного планування, національної безпеки та закордонних справ, які часто сприймаються як сходинки до національного лідерства».
Законодавчі програми, деякі з яких просуваються політикинями, можуть зосереджуватись на кількох ключових питаннях для усунення триваючої гендерної нерівності:
- Зменшення домашнього та гендерного насильства. Конвенція про права дитини, опублікована Організацією Об'єднаних Націй у 1989 році, стосується домашнього насильства та його наслідків для дітей. Конвенція визначає, що діти є носіями прав людини, і уповноважує державу 1) запобігати всім формам насильства та 2) ефективно реагувати на насильство в минулому.[95] Гендерне насильство, як-от використання зґвалтування як засобу ведення війни, розглядалося в Резолюції 1325 Ради Безпеки ООН у 2000 році. Він закликає «всі сторони збройного конфлікту вжити спеціальних заходів для захисту жінок і дівчат від насильства за статтю».[96]
- Зменшення внутрішньої дискримінації шляхом зрівняння майнових і спадкових прав. Національне законодавство може замінити традиційні моделі успадкування, де домінують чоловіки. Таке законодавство було доведено ефективним у таких країнах, як Колумбія, де 60 % землі належать чоловікам і жінкам (порівняно з 18 % до ухвалення законодавства про спільне право власності в 1996 році).[97]

### Статево-чутливе фінансування
Статево-чутливі бюджети спрямовані на потреби та інтереси різних осіб і соціальних груп, підтримуючи обізнаність про проблеми рівності статей під час формування політики та бюджету. Такі бюджети не обов'язково складаються з розподілу 50 на 50 чоловіків і жінок, але точно відображають потреби кожної статі (наприклад, збільшення асигнувань на репродуктивне здоров'я жінок). Переваги ґендерно-орієнтованого бюджету включають:
- підвищення бюджетної ефективності завдяки забезпеченню того, що кошти розподіляються там, де вони найбільше потрібні;
- посилення позиції уряду шляхом захисту потреб усіх, включаючи бідних і недостатньо представлених прав;
- збільшення потоку інформації про потреби тих, кого зазвичай дискримінують.

Бюджет, що враховує стать, також може допомогти вирішити проблеми неоплачуваної роботи з догляду та нестачі робочої сили з догляду.
В останні десятиліття кілька країн прив'язали державне фінансування політичних партій до дотримання гендерних квот, відоме як гендерно-орієнтоване державне фінансування. Ідея полягає в тому, щоб використати державне фінансування, щоб стимулювати політичні партії до збільшення статевого розмаїття у своїх виборчих бюлетенях шляхом або штрафування, або надання додаткових ресурсів партіям залежно від того, чи задовольняють вони фіксовану ціль балансу чоловіків та жінок. Дослідження 2021 року, опубліковане в American Political Science Review, показало, що такий тип державного фінансування виборів з урахуванням факторів статі, імовірно, приведе до успіху в поєднанні з пропорційним представництвом депутаток від мінімум 15 %.

### Дезагрегація досліджень / даних за статтю
Поточні дослідження, що використовують статистичні дані, зведені за статтю, можуть применшувати або зводити до мінімуму кількісне представлення таких проблем, як материнська смертність, насильство проти жінок і відвідування дівчатками школи. Наприклад, для оцінки материнської смертності бракує статистичних даних, дезагрегованих за статтю. До зусиль ЮНІСЕФ і ЮНІФЕМ зі збору більш точних і повних даних 62 країни не мали останніх національних даних щодо рівня материнської смертності. Лише 38 країн мають доступну статистику з розбивкою за статтю, щоб повідомляти про частоту насильства проти жінок. 41 країна збирає дані про відвідування школи з розбивкою за статтю, а 52 країни оцінюють статистику заробітної плати з розбивкою за статтю.
Хоча репрезентація стала набагато ширшою картиною, важливо помітити тенденцію політичної діяльності, яка протягом багатьох років у різних країнах наголошувала на жінках. «Хоча представництво жінок у Латинській Америці, Африці та на Заході повільно прогресувало до 1995 року, в останнє десятиліття ці регіони демонструють значне зростання, подвоївши свій попередній відсоток».
Дослідження політики в глобальному масштабі не лише переосмислює ідеї політики, особливо стосовно жінок, але й створює численні концепції. Наприклад, метод дослідження Шері Куновіч і Памели Пакстон пішов іншим шляхом, вивчаючи «міжнаціональний» вплив на політику, беручи до уваги численні країни. Цей підхід допомагає заздалегідь визначити дослідження, яке може бути корисним у визначенні товарів у країнах і врахуванні цих важливих факторів при розгляді загальної представленості жінок. «У той же час ми включаємо інформацію про включення жінок до політичних партій кожної країни». Дослідження в галузі гендеру та політики зробили великий крок до кращого розуміння того, що потрібно краще вивчити. Мона Лена Крук зазначає: «Такі дослідження допомагають встановити, що узагальнення країн є надто обмеженим для загальної ситуації, яку ми бачимо між країнами, і що ми можемо взяти інформацію, яку ми отримуємо з цих досліджень, які розглядають країни окремо та створюють нові теорії чому країни мають такі концепції; це допомагає відкрити нові причини і, таким чином, підтверджує, що дослідження необхідно проводити за набагато більшою групою факторів». Такі автори та дослідники, як Мала Хтун і Лорел Велдон, також стверджують, що одного порівняння відомих і розвинених країн просто недостатньо, але це також напрочуд шкідливо для прогресу цього дослідження, вони стверджують, що зосередження на конкретній країні «має тенденцію дублювати, а не запитувати» загальні звинувачення та концепції, які ми розуміємо, порівнюючи політики. Вони продовжують, пояснюючи, що порівняльна політика не встановила рівність статей як головну тему дискусій між країнами. Це дослідження кидає виклик поточному положенню щодо того, на що слід звернути основну увагу, щоб зрозуміти гендер у політиці.
Дослідження 2018 року в American Economic Journal: Economic Policy показало, що на місцевих виборах у Німеччині «кандидатки в раду просуваються більше від свого початкового списку, якщо мером є жінка. Цей ефект поширюється на сусідні муніципалітети та призводить до зростання частки жінок-членів ради».

### Масові рухи за розширення прав і можливостей

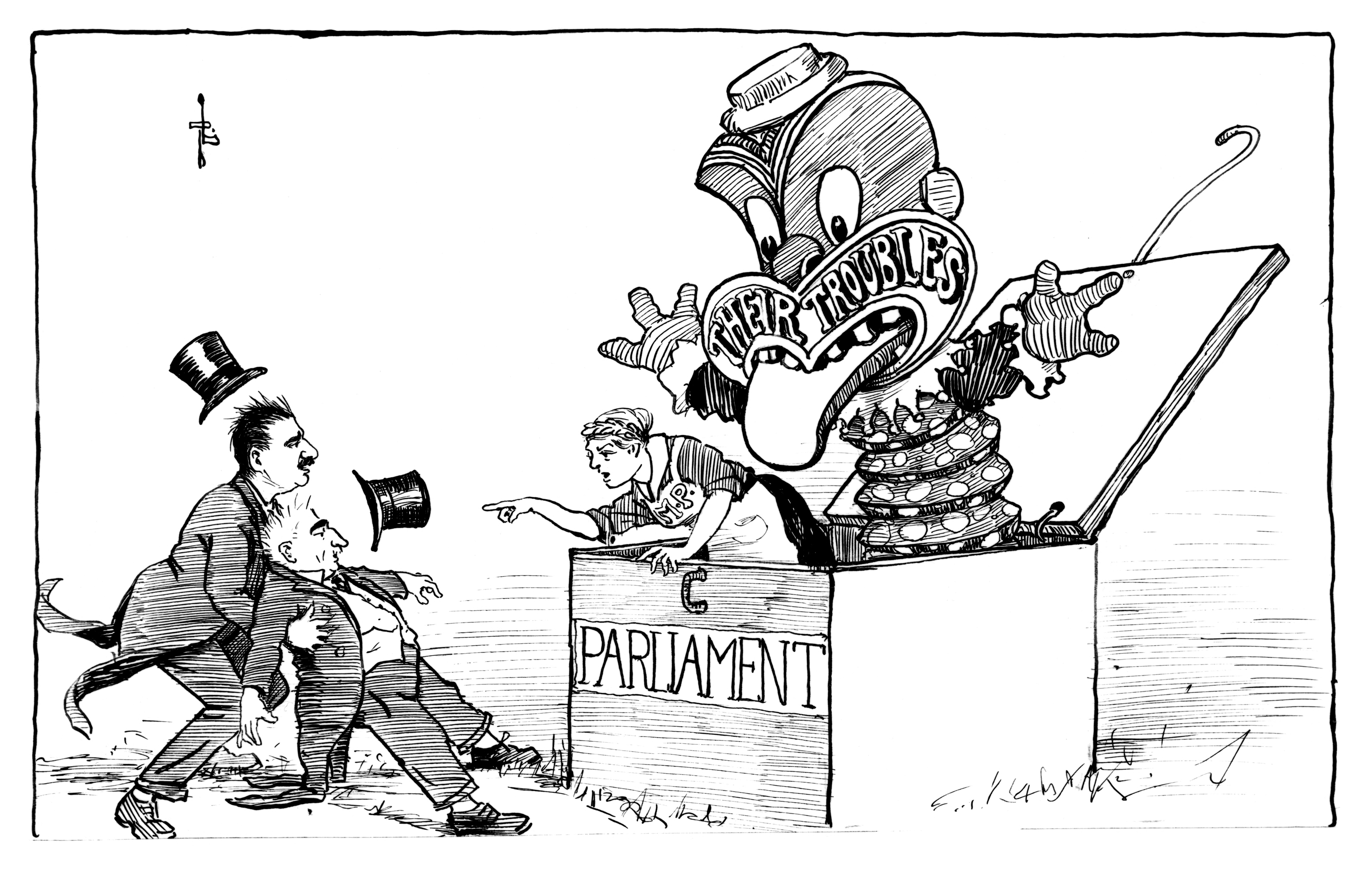
Жінка у справі, приклад того, як дехто тлумачить участь жінок в уряді

Жіночі неформальні колективи мають вирішальне значення для покращення рівня життя жінок у всьому світі. Колективи можуть вирішувати такі питання, як харчування, освіта, житло, розподіл їжі та загалом підвищення рівня життя. Розширення можливостей таких колективів може збільшити їх охоплення жінок, які найбільше потребують підтримки та розширення прав і можливостей. Хоча жіночі рухи мають дуже успішні результати з наголосом на досягненні рівності з жінками, інші рухи використовують різні підходи до цього питання. У деяких країнах жінки замість того, щоб підходити до вимог як до представництва жінок як до «особливої групи інтересів», підійшли до цього питання на основі «універсальності статевих відмінностей і ставлення до нації». Хтун і Велдон також піднімають тему демократії та її вплив на рівень рівності, який вона приносить. У своїй статті вони пояснюють, що демократична країна швидше прислухається до «автономної організації» всередині уряду. Жіночі рухи виграли б від цього найбільше або мали великий вплив і вплив завдяки демократії, хоча це може стати дуже складною системою. Коли йдеться про проблеми місцевого самоврядування, політичні позиції жінок не обов'язково розглядаються як головна проблема. «Навіть громадські організації зняли жіночі питання з порядку денного. На цьому рівні традиційні лідери також мають інтереси, які, як правило, суперечать інтересам жінок». Теоретики вважають, що відкат у державній політиці буде розглядатися як катастрофа для загального прогресу жінок в уряді. Аманда Гоус каже, що «нестабільність демократичних або номінально демократичних режимів робить політичні переваги жінок дуже вразливими, оскільки ці досягнення можна легко повернути назад, коли режими змінюються. Нездатність зробити приватну сферу частиною політичних змагань применшує силу формальних демократичних прав і обмежує вирішення проблеми гендерної нерівності».

## Наслідки представництва жінок в уряді
Те, що жінки все більше представлені в законодавчих органах і мають більшу політичну владу загалом, створює різні наслідки. Часто жінки приносять різний досвід, ставлення та ресурси, які значною мірою впливають на законодавство, партійні плани та роботу в округах.

### Вплив жіночого лідерства на кризу COVID-19
Позитивні дії виправляють існуюче несправедливе ставлення та дають жінкам рівні можливості в майбутньому. Крім того, важко підкреслити вплив, який гендерне представництво може мати на політику. У своїй визначній статті про дослідження впливу жіночого лідерства під час кризи Брюс та ін. показують, що жінки на посаді мерів бразильських муніципалітетів мали негативний, значний і значний вплив на кількість смертей від COVID-19 і госпіталізацій на сто тисяч жителів та жительок. Цікаво відзначити, що вплив жінок при владі в Бразилії був сильнішим у прихильників Болсонаро, який став сумно відомим своїми переконаннями не носити маски та скептично ставитися до вакцин.
На додаток до піднятих вище питань Супрія Гарікіпаті та Ума Камбхампаті проводять аналіз, щоб визначити, чи є якась суттєва різниця між тим, як пандемію COVID-19 лікують жінки та чоловіки. Їхні висновки показують, що результати, пов'язані зі смертю від COVID, кращі в країнах, які очолюють жінки у всіх 194 країнах. Вони навіть виявили, що показники тестування на сто тисяч людей значно вищі в країнах, очолюваних жінками, і все одно повідомляють про менше випадків, ніж у країнах, очолюваних чоловіками. Вони також швидше відреагували, швидше запровадивши локдаун. Хоча можна сказати, що жінки краще впоралися з COVID-19, це не означає, що вони кращі лідерки, ніж чоловіки. Однак пандемія є надзвичайно ефективним індикатором вирішення кризової ситуації, з яким будь-який лідер чи лідерка повинні знати, як впоратися; це сфера, де жінки перевершили чоловіків, особливо під час кризи COVID.

### Вплив представництва жінок на рівень злочинності
Докази того, що жінки при владі мають позитивний вплив, також висвітлюються у дослідженнях через тези про те, як політичне представництво жінок призвело до підвищення рівня повідомлень про злочини. Вони також виявили, що жінки готові повідомляти про злочини в селах, де жінки представлені в раді. Крім того, поліцейські сили більш чуйно реагують на злочини проти жінок у регіонах, де діє гендерна політика позитивних дій.

### Різниця у федеральних внутрішніх витратах
Одне дослідження показало, що приблизно на 9 % більше федеральних витрат припадає на округи, які представляють жінки, а не чоловіки. Дослідження показало, що тип жінок, які, як правило, обираються, часто є «кращими» політиками через те, як їм доводиться перевершувати чоловіків, щоб бути обраними на посаду.

### Законодавство щодо прав жінок
Одне дослідження показало, що в Аргентині законопроекти, що стосуються прав жінок щодо насильства проти жінок, сексуальних домагань, репродукції та гендерних квот, були представлені частіше, коли більше жінок було в палатах.

### Вплив представництва жінок на надання суспільних благ
Дослідження також виявило, що відсоток жінок у світових законодавчих органах сприяє значному представництву жінок, оскільки це стосується надання суспільних благ та розвитку інфраструктури, які жінки вважають важливими.

## Тематичні дослідження

### Африка

#### Руанда
З часів виборів 2008 року Руанда стала першою країною, де у парламенті більшість жінок. Руанда є прикладом країни, що розвивається, яка радикально збільшила лідерство жінок через національні конфлікти. Після геноциду в Руанді, який за 100 днів забрав життя 800 000 тутсі, відсоток жінок у законодавчому органі зріс з 18 % до конфлікту до 56 % у 2008 році. Два законодавчих акта дозволяли і підтримували жінок на керівних посадах: Резолюція Ради Безпеки 1325 закликала жінок брати участь у постконфліктній відбудові, а Конституція Руанди 2003 року передбачала обов'язкову квоту в 30 % зарезервованих місць для всіх жінок у законодавчому органі. З 24 жінок, які отримали місця відразу після впровадження квот у 2003 році, багато приєдналися до політичних партій і вирішили знову балотуватися. Хоча це зайняло майже 10 років, після впровадження гендерних квот, Руанда досягла рівня представництва жінок, який є одним із найвищих у світі. Знову ми бачимо, як квота працює як «інкубатор» для стимулювання участі жінок у керуванні.
Стверджується, що збільшення жіночого лідерства в Руанді також призвело до зростання гендерної рівності. World Focus (2009) пише: «Руандійські виборці обрали жінок у кількості, що значно перевищує мандати, продиктовані конституцією після геноциду. І хоча жінки в Руанді все ще стикаються з дискримінацією, законодавиці вплинули на серйозні реформи банківського та майнового законодавства». Жіноча парламентська група в Руанді, Жіночий парламентський форум Руанди (FFRP), також «очолював успішні зусилля щодо ухвалення новаторського законодавства про гендерне насильство, частково залучаючи та заручаючись підтримкою своїх колег-чоловіків».
У той час як одні дослідники бачать реформи, інші бачать домінуючу партійну тактику. Ширін Хасім (2009) пише: «Можна стверджувати, що в обох країнах [Уганді та Руанді] представництво жінок забезпечувало своєрідне алібі для прогресивного, „демократичного“ характеру нових урядів, які в своїй основі все ж залишалися авторитарними…». Руанда показує, що збільшення участі жінок у демократії сприяє прогресу в законодавчій владі та реформі гендерної рівності, але дослідження повинні бути обережними, щоб не пов'язувати підвищення гендерної рівності в політиці з підвищенням гендерної рівності в політиці.

### Азії

#### Афганістан
Після повалення Талібану в 2001 році в результаті вторгнення Сполучених Штатів до Афганістану участь афганських жінок у політичному житті значно покращилася. До падіння Ісламської Республіки Афганістан під владу Талібану афганські жінки працювали на різних рівнях керівних посад в уряді Афганістану. Частка місць, які займають жінки в парламенті Афганістану, зросла з 4 % у 1995 році до 28 % у 2018 році. Було чотири міністерки, і є багато афганських жінок, які були амбасадорками, наприклад Роя Рахмані, Сурая Даліл і Шукрія Барекзай. В Афганістані працювали сотні жінок, які керували приватними компаніями, некомерційними організаціями та організаціями громадянського суспільства. На виборах президента Афганістану в 2014 році було кілька жінок, які балотувалися в якості віце-президенток. Після наступу талібів у 2021 році, який повалив Ісламську Республіку Афганістан і відновив правління талібів в Афганістані, права жінок на участь у політичному житті різко скоротилися.

#### Азербайджан

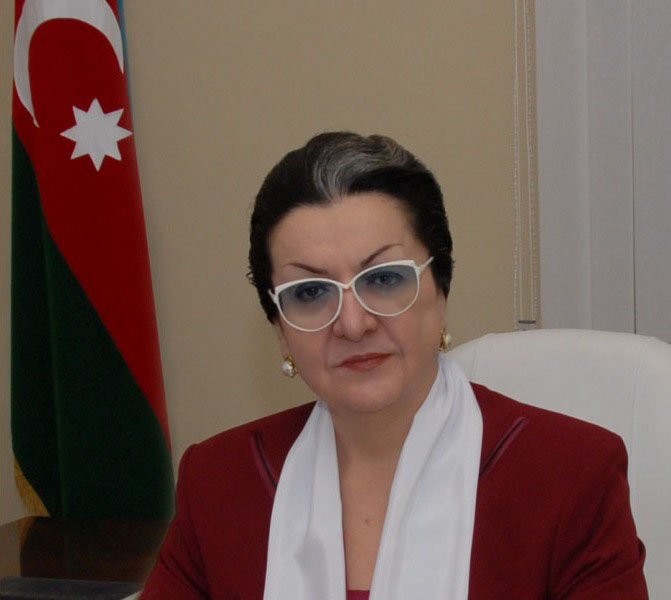
Перша жінка держ-секретарка Азербайджану Лала Шевкет в офісі Ліберальної партії Азербайджану

У 1918 році в Азербайджанській Демократичній Республіці було запроваджено загальне виборче право, таким чином Азербайджан став першою країною з мусульманським населенням і туркською країною, яка коли-небудь надала виборчі права жінкам. Зараз 28 жінок є членами парламенту Азербайджану (Міллі меджлісу). Станом на 2015 рік у 125-місному парламенті була 21 жінка. З 2005 по 2015 рік частка жінок-членів парламенту зросла з 11 до 17 %. Традиційні соціальні норми та відставання економічного розвитку в сільській місцевості країни продовжували обмежувати роль жінок в економіці, і надходили повідомлення про те, що жінки відчували труднощі у реалізації своїх законних прав через гендерну дискримінацію. Станом на травень 2009 року жінки обіймали посади заступниці голови Конституційного суду, заступниці голови Кабінету міністрів Нахічеванської АР, чотирьох заступниць міністрів, амбасадорок, омбудсменок Азербайджану та Нахічеванської АР. Жінки становили 4 із 16 членів Центральної виборчої комісії та очолили 3 із 125 окружних виборчих комісій. Деякі відомі політикині в Азербайджані:
- Олена Стасова — перша в світі комуністка-президентка (голова) протягом 1 тижня в 1919 році.
- Айна Султанова — перша азербайджанська жінка-міністерка кабінету міністрів (нарком юстиції) у 1938 році.
- Зулейха Сеїдмамедова — була міністеркою соціального забезпечення в 1952 році та першою жінкою-військовою пілотесоюАзербайджану.
- Сіма Ейвазова — перший неросійський дипломат СРСР 1982 року, міністерка закордонних справ Азербайджану, представниця країни в ООН.
- Сакіна Алієва — перша азербайджанська жінка-голова парламенту 1963 року.
- Тахіра Тахірова — міністерка закордонних справ Азербайджану 1959 р.
- Ельміра Гафарова — була головою Національних зборів Азербайджану, міністеркою закордонних справ Азербайджану 1983 року.
- Лідія Расулова — була міністеркою соціального захисту (1988—1992), міністеркою освіти (1993—1997).
- Лейла Юнус — голова Інформаційно-аналітичного центру Міністерства оборони.
- Лала Шевкет — азербайджанська політикиня, перша жінка на посаді держ-секретаря у 1993—1994 роках.
- Судаба Гасанова — міністерка юстиції 1995 року.
- Мехрібан Алієва — віце-президентка 2017 року, голова Фонду Гейдара Алієва.
- Малейка Аббасзаде — голова Державної приймальної комісії студентів 2000 р.
- Хіджран Гусейнова — голова Державного комітету у справах сім'ї, жінок і дітей з 2006 року.
- Ельміра Сулейманова — перша омбудсменка 2002 року.
- Ганіра Пашаєва — депутатка Національних зборів Азербайджану 2005 року.
- Хавва Мамедова — дипломатка, депутатка Національних зборів Азербайджану.
- Лейла Алієва — директорка Міжнародного діалогу з екологічних дій.
- Говхар Бахшалієва — директорка Інституту сходознавства РАН.

#### Китай

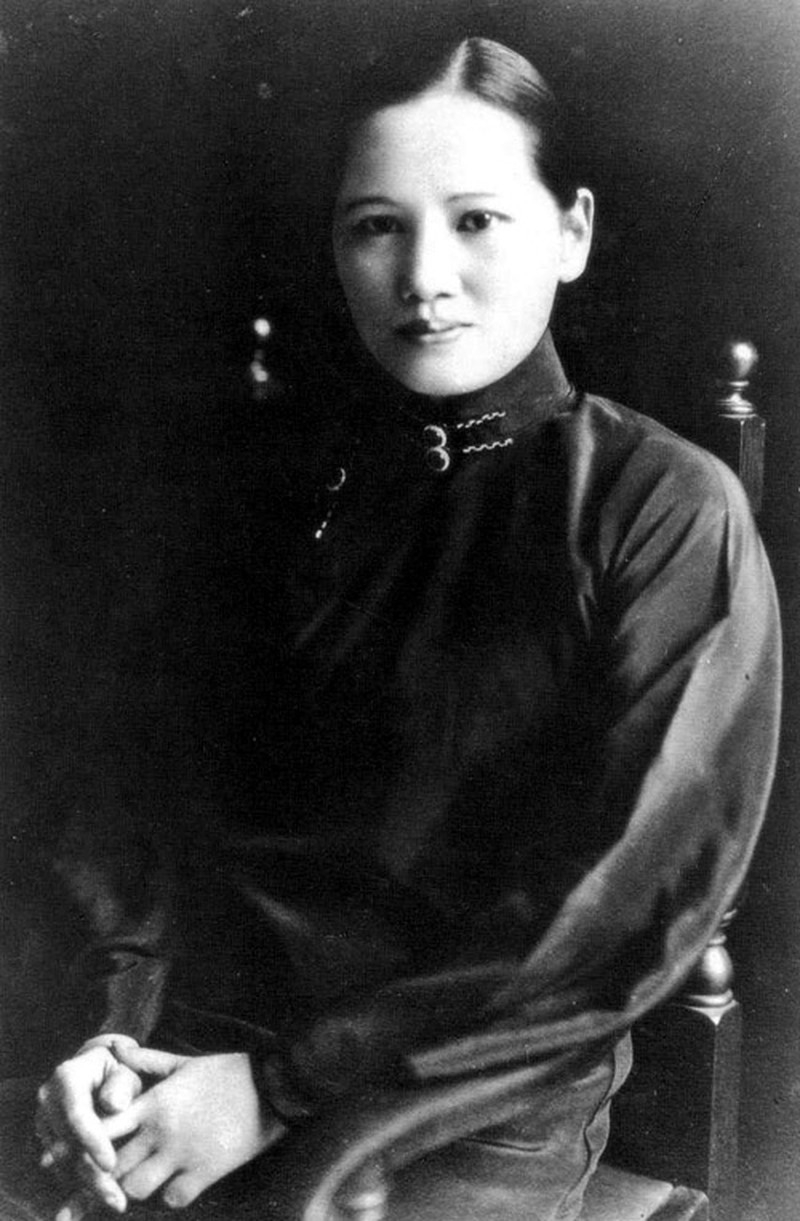
Сун Цінлін, колишня віце-президентка Китаю

У Конституції 1954 року Комуністична партія Китаю заявила, що чоловіки та жінки користуються рівними правами в аспектах політичного, економічного, культурного, соціального та сімейного аспектів, особливо підкреслюючи законне право голосу та право бути обраними. У Законі Китайської Народної Республіки про захист прав та інтересів жінки Комуністична партія Китаю також окреслила офіційну вимогу щодо «відповідної кількості жінок-депутатів» у поєднанні із зобов'язаннями держави «поступово збільшувати частку депутаток» та «активно навчати та відбирати жіночі кадри» в основних національних установах і політичних організаціях. У наступні десятиліття Комуністична партія Китаю переглянула свої конституційні закони та державні оголошення, щоб визнати роль жінок у сфері управління. Наприклад, у прокламації, оприлюдненій на 5-му засіданні ВСНП 10-го скликання, зазначено, що «частка делегаток, які будуть обрані на 11-й Збори народних представників, має становити не менше 20 %».
Незважаючи на ці заяви, у політичній системі Китаю переважно домінують чоловіки, що, у свою чергу, зумовлює низький рівень участі делегаток. Незважаючи на те, що новий 13-й склад ВЗНП включає 742 жінки з 2980 представників, приблизно 24,9 % від загальної кількості зі збільшенням на 1,5 % порівняно з попереднім терміном, жінок у центральній структурі влади головних урядових органів та їхніх представників мало. Їх політичний вплив значно зменшується, коли вони підіймаються політичною драбиною. Зафіксовано, що лише 33 жінки (9 %) займають місце за столом Центрального комітету для виборів членів Політбюро, ключового наріжного каменю для затвердження всіх національних справ. Насправді, за винятком двох послідовних посад у 1973 та 1977 роках, Центральний Комітет ніколи не був свідком участі понад 10 % жінок в організації. Крім того, кількість жінок у Політбюро КПК із 25 членів зменшилася з двох до однієї. Крім того, нещодавнє повторне призначення Сі Цзіньпіна, генерального секретаря Комуністичної партії Китаю, викликало суперечки щодо непобитого рекорду відсутності жінок у Постійному комітеті Політбюро та відсутності жінок-лідерок у будь-якому законодавчому органі в політичній історії Китаю, окрім за винятком віце-прем'єрки Лю Яньдун та віце-міністерки закордонних справ Фу Ін. Це контрастує з Гонконгом і Тайванем, де жінки-президентки — Керрі Лам і Цай Інвень — зайняли посади в 2018 і 2016 роках відповідно.
Домінування чоловіків у політиці в Китаї, незважаючи на юрижичні норми захисту прав жінок, можна пояснити такими основними причинами:
(1) Позбавлення рухливості вгору
Хоча обов'язковою передумовою національного призначення є багаторічний досвід роботи на керівних посадах середньої та вищої ланки, жінкам в уряді КНР часто важко отримати просування на високі посади, наприклад секретарки партії чи головної губернаторки. Причиною описаного явища є гендерний розподіл праці на всіх рівнях політичних структур. Всупереч висловлюванням голови Мао Цзедуна про те, що «жінки тримають половину неба», глибоко вкорінена пропаганда конфуціанських принципів «нань чжу вай, ну чжу ней» (чоловіки працюють зовні, місце жінки залишається всередині) сформувало гендерний розподіл праці. Будучи призначеними обов'язками, які мають значну гендерну упередженість у спектрі «жіночих справ», таких як планування сім'ї, орієнтоване на репродукцію або пов'язане з соціальним будівництвом, суспільна роль і сфера обов'язків жінок обмежені. У той же час жінки втрачають можливості втримати позицію в стратегічних національних справах, включаючи, але не обмежуючись, економічним розвитком, військовим плануванням та дипломатичною участю. Згадану дилему відображає реальний приклад у повіті Нін Сян провінції Хунань. Жінки зазвичай мають найвищу владу як голови в органах, пов'язаних з жінками, вирішуючи питання про несправедливе поводження з жінками та пропонуючи розвиток здоров'я дітей. Таким же чином, гендерний портфель дає початок розширенню прав і можливостей чоловіків у політичній ієрархії. Отже, через відсутність зразкових офіційних посад і ексклюзивну пропозицію ключових національних завдань для чоловіків посилюється висхідна мобільність жінок, що призводить до значного зменшення ймовірності зайняти ключові керівні посади.
(2) Упереджені передумови виходу на пенсію, що завдають шкоди жінкам
У Китаї існує очевидна різниця в обов'язковому пенсійному віці між чоловіками та жінками, коли чоловіки мають право працювати ще 10 років. Ця політика була заснована на тій підставі, що жінки є основною та центральною підтримкою домашніх підданих, і їхній ранній вихід на пенсію (у віці 50–55 років) був би корисним для загального функціонування сім'ї. Ця дискримінаційна політика відображає причину попередньої частини, в якій працездатність жінок обмежена стереотипом суспільства щодо їхньої гендерної ролі та відповідних гендерних обов'язків. Крім того, середній вік китайського вождя в ЦК становить 56,1 року; Найвищі керівники Політбюро були призначені в середньому у віці 61,1 року; У той час як у Постійного комітету Політбюро найвищий середній вік членів посади — 63,4 роки. Якщо взяти до уваги всі цифри, сукупний середній вік призначених керівників перевищує встановлений законом вік виходу на пенсію для жінок у країні, а це означає, що жінки мають найменшу ймовірність стати центром влади до того, як закінчиться їхня кар'єра.
(3) Антифемінізм
У той час як у зарубіжних країнах соціально-економічний статус жінок підвищується, а гендерний розподіл праці значною мірою знищується феміністичними рухами, спрямованими на розширення доступності та різноманітності роботи для жінок, цензура консервативного та політично чутливого китайського уряду щодо фемінізму в країні призвела до поширюють страх серед прихильників фемінізму. Показовим прикладом цього є негативна реакція «феміністської п'ятірки» в Китаї. Активісти постраждали від допитів, затримань і місячного ув'язнення через розповсюдження наклейок у метро Пекіна для привернення уваги широкої громадськості до сексуальних домагань до жінок. Після примусового призупинення дії облікового запису Weibo «Feminist Voices» через посилення урядової цензури феміністки зіткнулися з дедалі більшими перешкодами у просуванні гендерної рівності. Отже, у Китаї феміністичні рухи ще не досягли своїх цілей.

#### Індія
- Індіра Ганді, перша прем'єр-міністерка Індії
- Пратібха Патіл, перша президентка Індії
- Мамата Банерджі, нинішня головна міністерка Західної Бенгалії

Щоб збільшити участь жінок у політиці в Індії, конституційна поправка 1993 року передбачала, що довільно обрана третина керівних посад на кожному рівні місцевого самоврядування буде зарезервована за жінками. Ці політичні резервні квоти випадковим чином обирають одну третину міст для проведення виборів лише для жінок. У цих містах партії змушені або надати квиток кандидатці, або не балотуватися в цих місцях. У зв'язку з рандомізованим відбором міст, які повинні запроваджувати резервування для жінок кожного року виборів, деякі міста застосовували квоту кілька разів, один раз або жодного разу. Це усуває політичну дискримінацію жінок на різних рівнях: партії змушені надавати жінкам можливість балотуватися, кандидати не знаходяться в невигідному становищі через чоловіка, який займає посаду, або загальні упередження чоловіків над жінками, а кількість жінок-кандидаток збільшується, оскільки гарантованої можливості участі жінок. Наслідки системи квот в Індії вивчали різні дослідники. У Мумбаї було виявлено, що ймовірність перемоги жінки на посаді за умови, що на попередніх виборах виборчий округ був зарезервований для жінок, приблизно в п'ять разів перевищує ймовірність перемоги жінки на посаді, якби округ не був зарезервований для жінок. Крім того, навіть після відкликання мандатів жінки все ще змогли зберегти свої керівні посади. Маючи можливість отримати партійний квиток, створити платформу та отримати досвід балотування на політичну посаду, жінки з більшою ймовірністю зможуть подолати ці перешкоди в майбутньому, навіть без системи квот. Система квот також вплинула на вибір політики. Дослідження в Західній Бенгалії та Раджастхані показали, що резервування вплинуло на політичний вибір таким чином, що, здається, краще відображало переваги жінок. З точки зору сприйняття виборцями жінок-лідерок, застереження не покращило імпліцитну або явну неприязнь до жінок-лідерок — насправді відносна явна перевага лідерам-чоловікам була фактично посилена в селах, де діяла квота. Однак, хоча застереження не зробило селян чоловічої статі більш прихильними до ідеї жінок-лідерок, це змусило їх визнати, що жінки можуть керувати. Крім того, політика резервування значно покращила перспективи жінок на виборах, відкритих для обох статей, але лише після двох турів резервування в одному селі. Політичне резервування для жінок також вплинуло на прагнення навчатися та рівень освіти підліток в Індії.
Індіра Ганді — перша жінка-прем'єр-міністерка Індії. Вона є донькою Джавахарлала Неру, першого прем'єр-міністра Індії. Вона обіймала посаду прем'єр-міністерки з січня 1966 року по березень 1977 року та знову з січня 1980 року до її вбивства в жовтні 1984 року, що зробило її другою за тривалістю перебування на посаді прем'єр-міністра Індії після її батька. Пратібха Патіл — перша жінка-президентка Індії. Вона обіймала посаду 12-го президента Індії з 2007 по 2012 рік. Шістнадцять жінок обіймали посаду головної міністерки індійського штату. Наразі одна із них — Мамата Банерджі із Західної Бенгалії.
Після виборів 2019 року 17-й Лок Сабха має найвище представництво жінок за всю історію — 14,3 %, що включає 78 депутаток із 543, що більше, ніж 62 у 2014 році. Але лише 6 жінок стали міністрами кабінету, менше ніж 10 у 2014 році.
Індійські панчаяти (місцеве самоврядування)
Місцева система панчаят в Індії є прикладом представництва жінок на рівні місцевого уряду. 73-я та 74-та поправки до Конституції 1992 року передбачили проведення виборів до панчаятів по всій країні. Реформи зарезервували 33 % місць для жінок, а також для каст і племен пропорційно їхньому населенню. Після впровадження реформ у квітні 1993 року було обрано понад 700 000 жінок.

#### Ізраїль

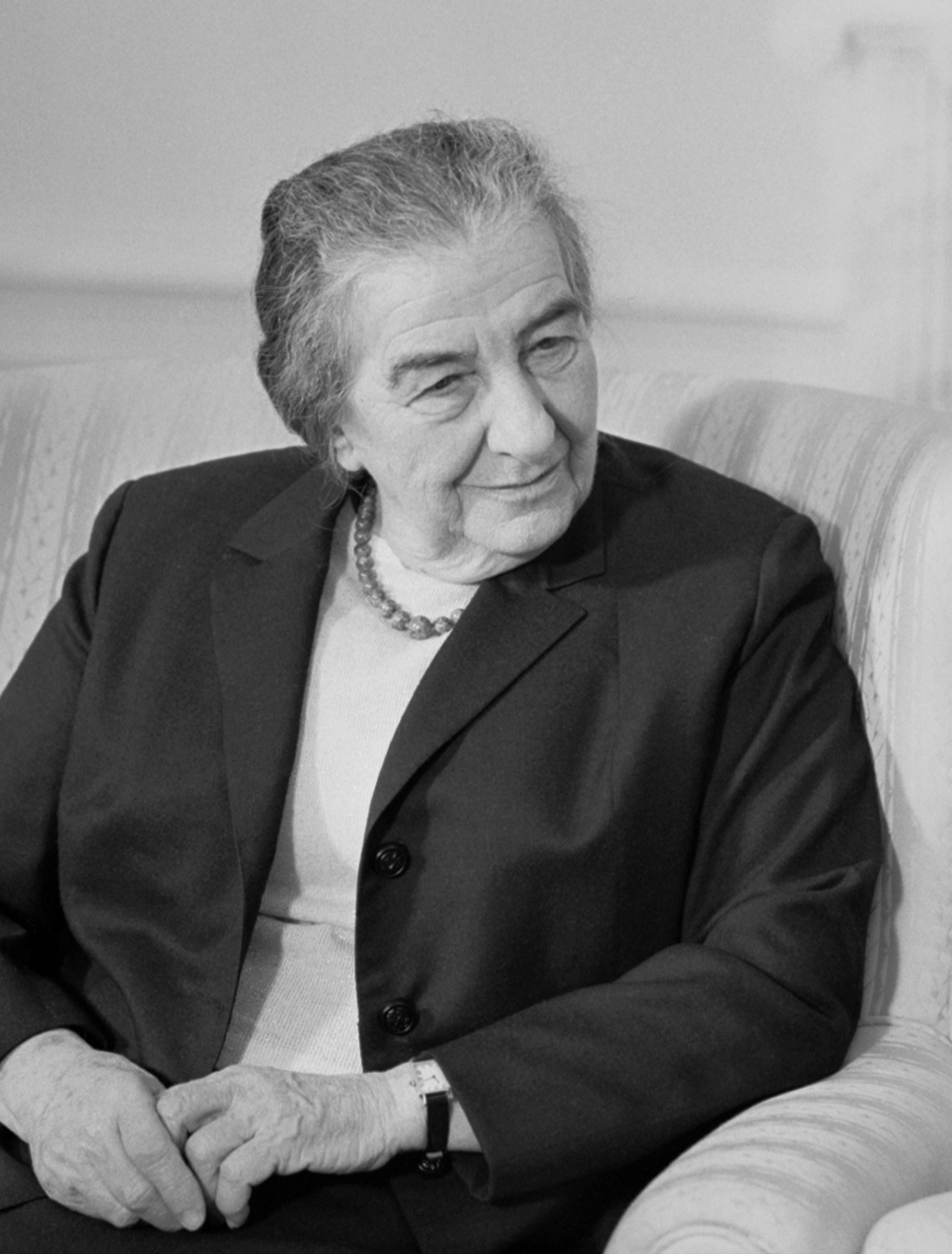
Голда Меїр, перша жінка-прем'єр-міністерка Ізраїлю

З моменту заснування Держави Ізраїль порівняно небагато жінок працювали в ізраїльському уряді, і ще менше жінок працювали у провідних міністерських кабінетах. Хоча Ізраїль є однією з небагатьох країн, де жінка — Голда Меїр — обіймала посаду прем'єр-міністра, він поступається більшості західних країн за представництвом жінок як у парламенті, так і в уряді.
Станом на 2019 рік жінки становлять 25 % Кнесету Ізраїлю із 120 депутатів.

#### Японія

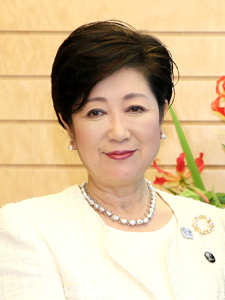
Юріко Коїке, губернаторка Токіо

Станом на березень 2014 року Японія посідає 127 місце у світі за кількістю жінок у національних парламентах, що нижче, ніж 122 місце в 2013 році. Станом на 28 лютого 2013 року в Палаті представників 39 жінок із 479 чинних депутатів. З моменту прийняття сучасної Конституції Японії в 1947 році японські жінки отримали право голосу, і нова версія конституції також допускає більш демократичну форму правління, яка гарантує жінкам рівність перед законом. Перша жінка-член кабінету, Маса Накаяма, була призначена міністеркою охорони здоров'я та соціального забезпечення в Японії в 1960 році. До 1996 року виборча система до Палати представників базувалася на одному голосі без права передачі в багатомандатних округах. Ця система не сприяла просуванню жінок на державних посадах, оскільки сприяла боротьбі між конкуруючими партіями та конкурентними кандидатами в одній партії, але загалом нову виборчу систему було запроваджено, щоб зменшити надмірну роль грошей і корупції на виборах, що зрештою допомогло жінкам, які балотувалися на державні посади. У японській політиці коенкай є головним чинником успішного результату виборів. Коенкай, або «місцеві групи підтримки», служать трубопроводами, через які кошти та інша підтримка передаються до законодавців і через які законодавці можуть розподіляти послуги виборцям у відповідь. Оскільки отримання підтримки від цих груп зазвичай базується на особистих зв'язках, історично невигідне становище жінок у мережевих колах шкодить їхній здатності балотуватися на державні посади.
До 1996 року Японія прийняла ще одну нову систему виборів до Палати представників, яка поєднує одномандатні округи з пропорційним представництвом. Із 480 місць 300 змагаються в одномандатних округах. Інші 180 членів обираються шляхом розподілу до виборчого списку, поданого кожною партією. Кандидати, які не мають сильної системи підтримки, перераховані в розділі пропорційного представництва партії. На виборах 2009 року лише дві з восьми жінок-членів Ліберально-демократичної партії були обрані в одномандатному окрузі, що свідчить про те, що небагато жінок-кандидаток мають достатню політичну підтримку для перемоги на одномандатних виборах. Хоча зміни у виборчому процесі зробили державні посади більш доступними для жінок, фактична участь жінок у парламенті залишається відносно низькою. Що стосується майбутнього жінок у політиці в Японії, прем'єр-міністр Сіндзо Абе оголосив у своєму виступі в Японському національному прес-клубі 19 квітня 2013 року, що головною метою його національної стратегії зростання є «мати не менше 30 % до 2020 року жінок, які займуть керівні посади в усіх сферах суспільства».

#### Ліван

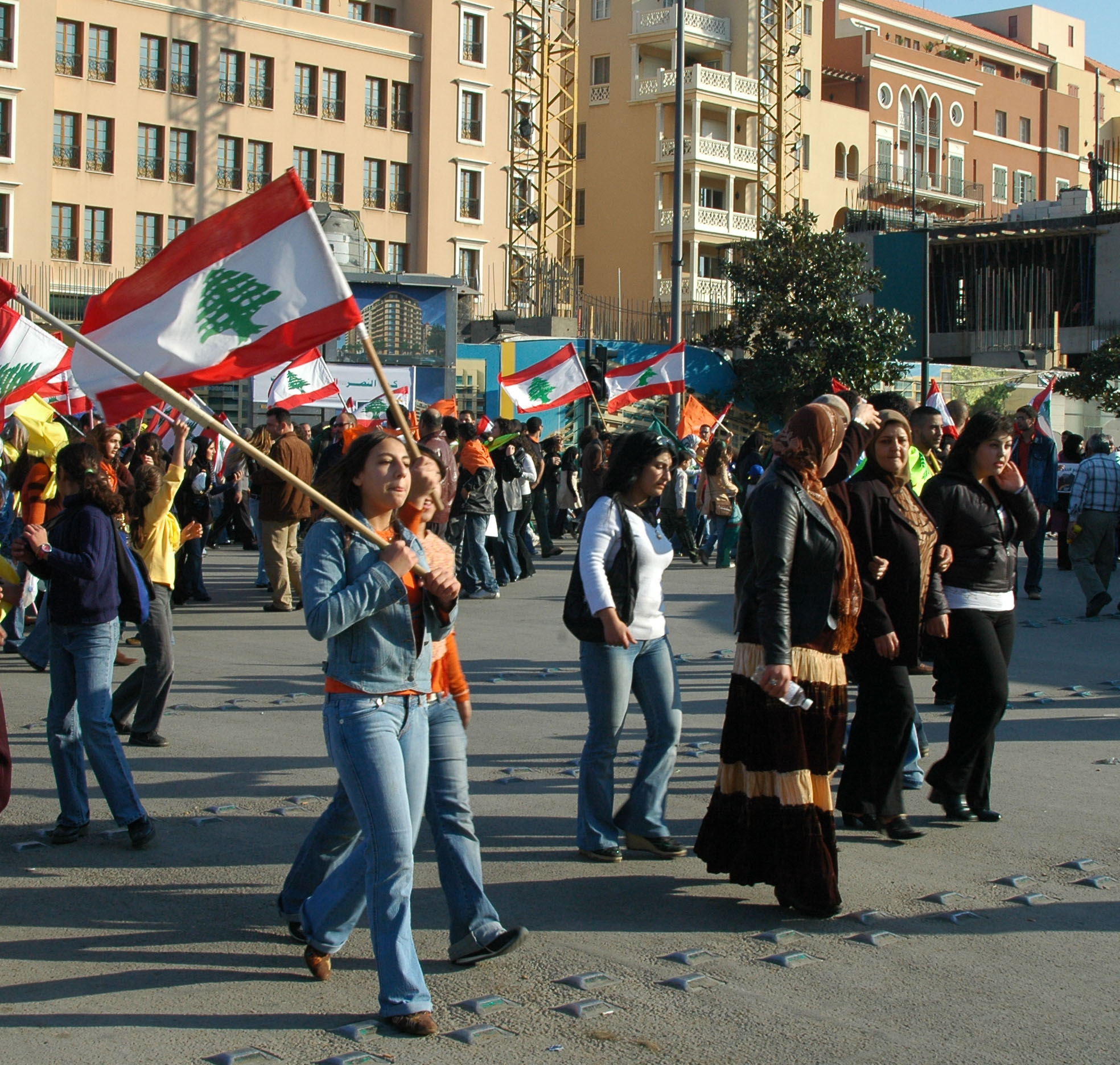
Ліванські жінки марширують за свої права

Вважається, що ліванські жінки мають більше прав і свобод порівняно з іншими жінками в Перській затоці та на Близькому Сході. Ліванські жінки користуються майже рівними громадянськими правами з чоловіками. Однак через велику кількість офіційно визнаних релігій у Лівані сімейні справи ліванців регулюються щонайменше 15 кодексами персональних законів. Ліванські жінки мають правовий захист, який залежить від їх релігії.
Місцеві та регіональні НУО допомогли підвищити обізнаність про насильство проти жінок у Лівані. Однак урядова політика щодо цього є поганою, і спроби покращити цю сферу зустріли опір. Закони Лівану не визнають поняття подружнього зґвалтування, і спроби додати це до закону зазнали нападок з боку ліванських священнослужителів.

#### М'янма

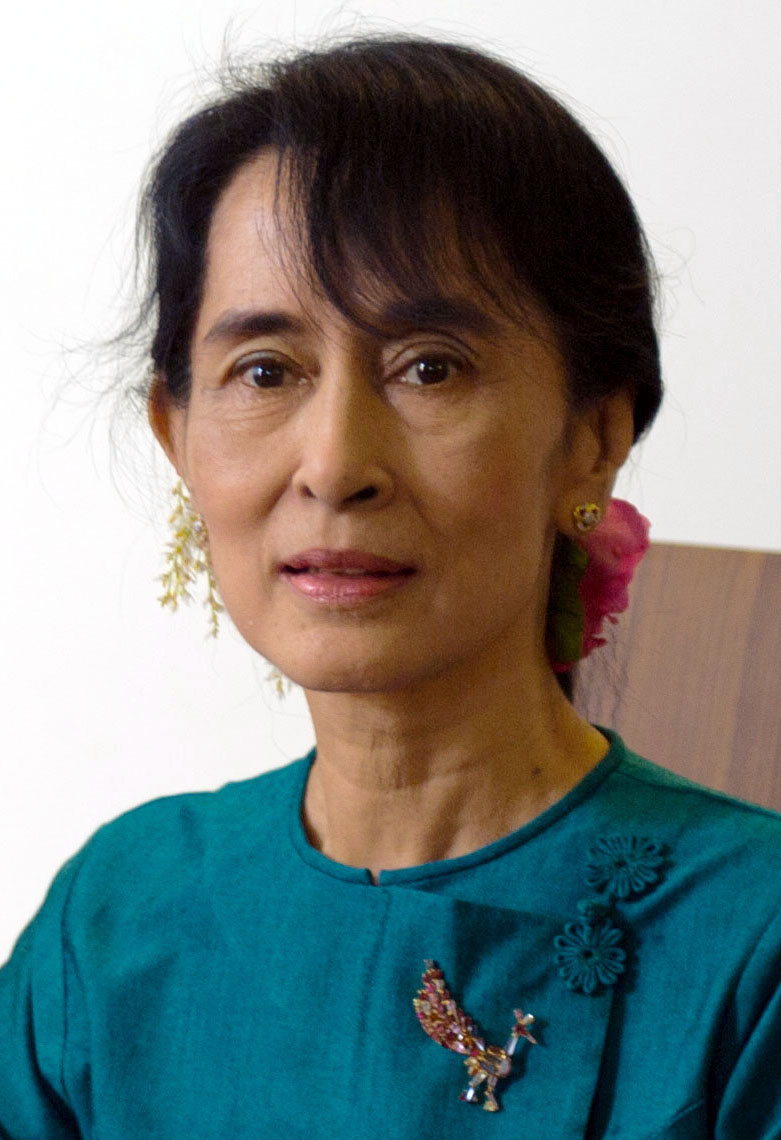
Аун Сан Су Чжі, державна радниця М'янми (з 2016 по 2021)

Аун Сан Су Чжі — бірманська політикиня, дипломат, письменниця, лауреатка Нобелівської премії миру (1991). З 2016 року вона фактично очолює уряд М'янми. Вона залишалася під домашнім арештом майже 15 років з 1989 по 2010 рік, ставши однією з найвідоміших політичних в'язнів у світі.
Хоча їй було заборонено ставати президенткою через положення в конституції — її покійний чоловік і діти є іноземними громадянами — вона взяла на себе новостворену роль державної радниці, роль, схожу на прем'єр-міністра чи главу уряду. Чинний президент Він М'їнт вважається важливим союзником і місцеблюстителем для Аун Сан Су Чжі.
1 лютого 2021 року Аун Сан Су Чжі була заарештована військовими під час державного перевороту в М'янмі 2021 року після того, як вони оголосили результати загальних виборів у М'янмі в листопаді 2020 року фальсифікованими.

#### Сінгапур
На загальних виборах у Сінгапурі 2020 року депутатками парламенту Сінгапуру стала рекордна кількість жінок. 27 із 93 місць (29 %) для обраних членів парламенту отримали жінки, порівняно з 21 із 89 (24 %) місць на загальних виборах 2015 року. Одне з двох місць у депутатах поза округом також зайняла жінка.

#### Шрі Ланка
Хоча жінки працювали в усіх парламентах Шрі-Ланки на сьогоднішній день, частка була низькою. У 1931 році першою жінкою-парламентаркою стала Аделін Моламуре. Моламуре стала заступницею президента Сенату Цейлону. Першою жінкою-міністеркою в історії Шрі-Ланки стала в 1956 році Вімала Віджевардене, коли вона посла посаду міністерки охорони здоров'я.
Крім того, Шрі-Ланка бачила першу у світі обрану національну лідерку, коли в липні 1960 року в епоху, коли уряд Шрі-Ланки очолював прем'єр-міністр, Сірімаво Бандаранаїке на чолі з Партією свободи Шрі-Ланки перемогла на парламентських виборах у Цейлоні. Присягнувши як прем'єр-міністерка, Бандаранаіке продовжувала займати два найвидатніших міністерства: оборони та закордонних справ. Обрання Бандаранаіке привернуло увагу міжнародних ЗМІ до Цейлону, і газети припускали, що їм доведеться створити нове слово, державна жінка, щоб її описати. Бандаранаїке була прем'єр-міністеркою тричі та була прем'єр-міністеркою з найдовшим терміном служби в історії Шрі-Ланки, пробувши на посаді в цілому 18 років. Бандаранаїке також зіграла формувальну роль у сучасній державі Шрі-Ланка, саме за її правління Шрі-Ланка стала республікою, усунувши британського монарха з поста глави держави.
Чандріка Бандаранаїке Кумаратунга протягом двох місяців обіймала посаду прем'єр-міністерки та заступниці голови уряду, перш ніж успішно взяти участь у президентських виборах у Шрі-Ланці 1994 року, ставши першою жінкою-главою держави. Кумаратунга також призначила Сіріму Бандаранаїке прем'єр-міністеркою, що стало першим випадком, коли жінка змінила жінку на посаді прем'єр-міністра, і вперше в будь-якій країні світу була жінка-президентка і прем'єр-міністерка.
Шрі-Ланка бачила безліч жінок-міністерок. Нинішня міністерка охорони здоров'я Павітра Деві Ванніараччі отримала нагороди за те, як на Шрі-Ланці впоралася з ситуацією з COVID-19.
На Шрі-Ланці також були розбиті скляні стелі в місцевих органах влади. 10-а губернаторка Центральної провінції Нілука Еканаяке стала першою ЛГБТ-особою та трансгендерною жінкою, яка зайняла посаду губернаторки Шрі-Ланки. Багато хто вважає її першою відкритою трансгендерною главою уряду в світі. У 2018 році Розі Сенанаяке була обрана як перша жінка-мер столиці. Хоча Шрі-Ланка має довгу та різноманітну історію жінок-лідерок, представництво жінок у парламенті все ще нижче, ніж очікувалося. У 2016 році уряд прийняв закон, згідно з яким 25 % місць у парламенті резервуються за жінками.

#### Тайвань
Конституція, прийнята в 1947 році, захищала кандидатів-жінок на виборах під час материкового періоду. Стаття 134 говорить: " На різних видах виборів квоти успішних кандидатів призначаються жінкам; способи їх реалізації визначаються законом ". Рівень представництва жінок у Законодавчому юані та місцевих радах стабільно зростає вище 30 %.
Цай Ін Вень перемогла на президентських виборах 2016 року і стала першою жінкою-президентом.

#### Таїланд
Перша жінка-прем'єр-міністерка Таїланду Їнглак Чинават, яка була обрана 28-м прем'єр-міністром Таїланду в 2011 році, була наймолодшим прем'єр-міністром за понад 60 років. Звільнена з посади 7 травня 2014 року рішенням Конституційного суду. Сударат Кейурафан є головою стратегічного комітету партії Pheu Thai, раніше обіймала різні посади в кабінеті міністрів і кілька разів була членом Національних зборів Таїланду.

### Європа

#### Німеччина

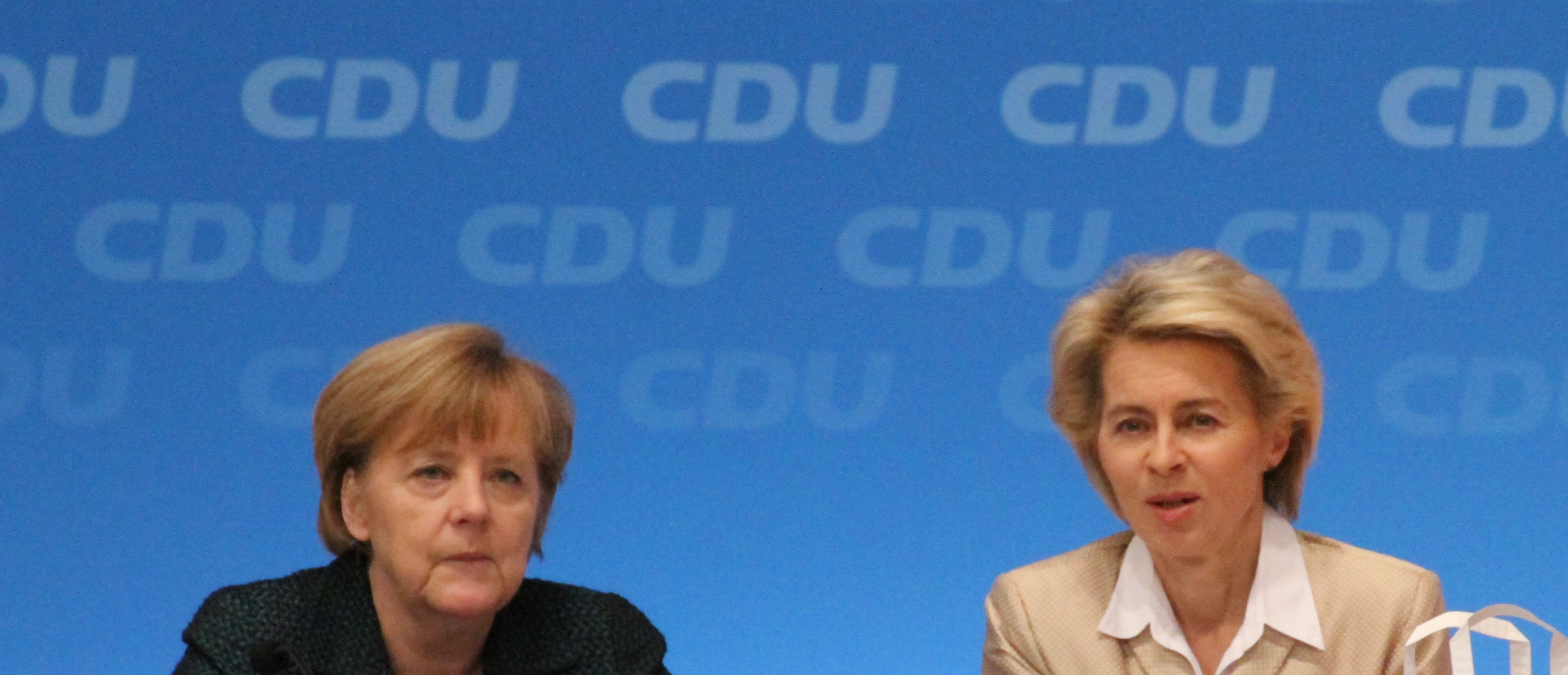
Ангела Меркель, перша жінка -канцлерка Німеччини та Урсула фон дер Ляєн, перша жінка -міністр оборони Німеччини, пізніше перша жінка-президент Європейської комісії

Гендерні квоти, запроваджені між партіями в Німеччині в 1990-х роках, слугують природним експериментом щодо впливу субнаціональних партійних гендерних квот на участь жінок. Девідсон-Шміх (2006) зазначає, що «випадок Німеччини забезпечує різницю, необхідну для пояснення успішного (або невдалого) впровадження цих квот політичних партій». Шістнадцять земельних законодавчих органів Німеччини, земель, мають різноманітні партійні системи та різну кількість потенційних жінок-кандидаток. Німеччина має високі оцінки щодо гендерного розриву, але є прикладом розвиненої країни з низьким відсотком лідерства жінок у політиці. Дослідження Девідсон-Шміха показує, що існує багато факторів, які впливають на те, наскільки ефективною буде політична квота для жінок. Оскільки квоти Німеччини охоплюють культурно різноманітні території, Девідсон-Шміх зміг побачити, які міста найкраще реагують на збільшення кількості жінок, які балотуються на посади. У її двофакторному дослідженні квота була більш успішною, коли в місті була виборча система PR, коли більше жінок обіймало внутрішньопартійні та місцеві політичні посади та коли було більше жінок у виконавчих органах державного рівня. Квота була менш успішною в сільській місцевості, регіонах з великою кількістю виборців-католиків, виборчих системах із преференційною системою, у надзвичайно конкурентних партійних системах і з більшою плинністю законодавчих органів. Однак у своєму багатофакторному дослідженні цих регіонів Девідсон-Шміх ще більше звузила ці фактори до найбільш значущих змінних: католицизму та економіки сільського господарства (Davidson-Schmich, 2006, стор. 228). Це дуже інтригуюче, і, як вона пояснює, «успіх добровільних гендерних квот у німецьких землях залежав не від політичної структури цих земель, а скоріше від бажання всередині системи діяти, використовуючи можливості, закладені в цих структурах» (Девідсон-Шміх, 2006, стор. 228). Соціальні фактори та вроджена гендерна дискримінація важливіші для успіху жіночої політичної квоти, ніж сама структура квоти.

#### Ірландія
У 1990 році Мері Робінсон була обрана першою жінкою-президентом Ірландії. Друга жінка-глава держави, Мері Макаліз, була президентом між 1997 і 2011 роками.
У 1918 році Констанція Маркевич стала першою жінкою, обраною до парламенту Ірландії (безпосередньо перед цим, на загальних виборах 1918 року, вона стала першою жінкою, обраною до Палати громад Сполученого Королівства, відповідно до політики Шинн Фейн, вона не зайняла там своє місце). У 1919 році вона була призначена міністеркою праці, таким чином стала першою жінкою-міністеркою кабінету міністрів у Західній Європі. Минуло шість десятиліть, коли вкабінет міністрів складався лише з чоловіків, до призначення 1979 році наступної жінки-міністерки, Мер Геогеган-Квін. У період з 1919 по 2019 рік 19 жінок обіймали посади міністрів в Ірландії, що становить 10 % тих, хто обіймав вищі міністерські посади.

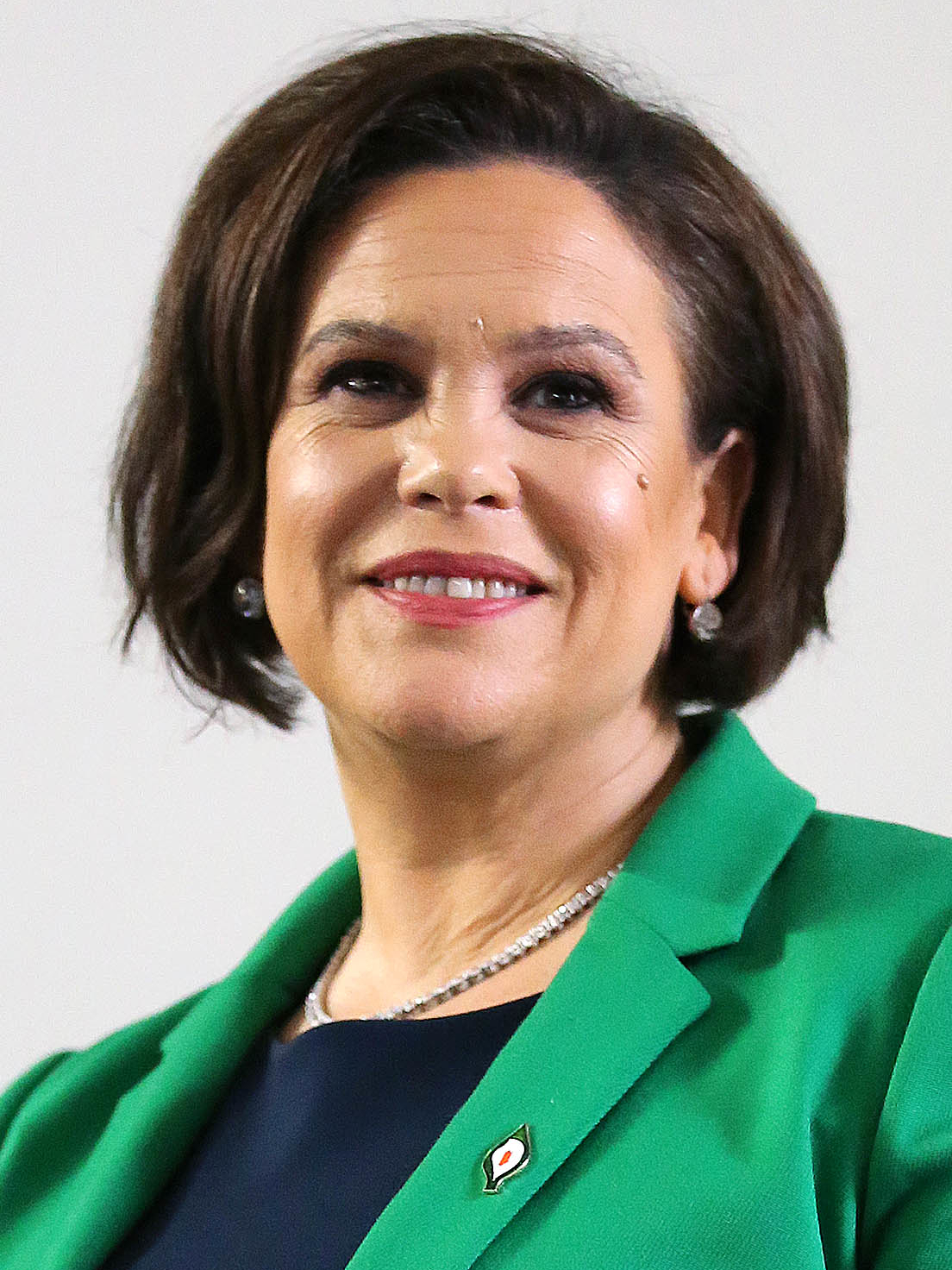
Мері Лу Макдональд, лідерка опозиції (Ірландія)

Поки що найвищою посадою жінки є Танайсте, тобто віце-прем'єр-міністерка. Чотири жінки служили на посаді танаїстки: Мері Гарні (1997—2006), Мері Кофлан (2008—2011), Джоан Бертон (2014—2016) і Френсіс Фіцджеральд (2016—2017).
Після загальних виборів в Ірландії 2011 року та повторних перестановок у 2014 році чотири жінки були призначені міністерками кабінету (найбільша кількість жінок на вищих міністерських посадах в Ірландії): Джоан Бертон, Френсіс Фіцджеральд, Ян О'Салліван і Гізер Гамфріс.
З 1918 по 2021 рік 131 жінка була обрана до Дойле Ерен.
Жінки залишаються незначною меншістю серед політичних посадовців в Ірландії. Основними чинниками є роль традиційного католицизму в політичній культурі Ірландії та роль місцевості в партійній політиці. Енн Марі О'Браєн вивчала жінок у Міністерстві закордонних справ Ірландії, пов'язаному з Лігою Націй та Організацією Об'єднаних Націй, 1923—1976. Вона вважає, що жінки мали більше можливостей семе в ООН.
Після призначення у червні 2020 року Майкла Мартіна на посаду Тишеха, після формування коаліції Фіанна Файл, Зеленої партії і Фіне Гел, президент Шинн Фейн Мері Лу Макдональд стала лідеркою опозиції. Вона перша жінка, яка зайняла цю посаду, і перша жінка, яка походить від іншої партії, ніж Фіанна Файл або Фіне Гел, після Лейбористської партії Томаса Джонсона в 1927 році.

#### Італія
З моменту створення Італійської Республіки в 1946 році було визнано право жінок голосувати та брати участь у громадських установах. Згідно статті 51 Конституції Італії, «громадяни однієї чи іншої статі мають право обіймати державні посади та виборні посади на рівних умовах відповідно до правил, встановлених законом. З цією метою Республіка вживає конкретних заходів для сприяння рівним шансам для чоловіків і жінок». Проте, серед 556 членів Установчих зборів була обрана лише 21 жінка. У наступні роки відсоток жінок в обох палатах парламенту залишався досить низьким.
Першою жінкою, яка була призначена державною секретаркою в 1951 році, була християнська демократка Анджела Марія Гвіді Чінголані. До 1953 року вона працювала державною секретаркою при міністрі промисловості та торгівлі. У 1976 році християнська демократка Тіна Ансельмі прем'єр-міністром Джуліо Андреотті була призначена міністеркою праці та соціального забезпечення. Це зробило її першою жінкою, яка зайняла посаду міністра в італійському уряді.

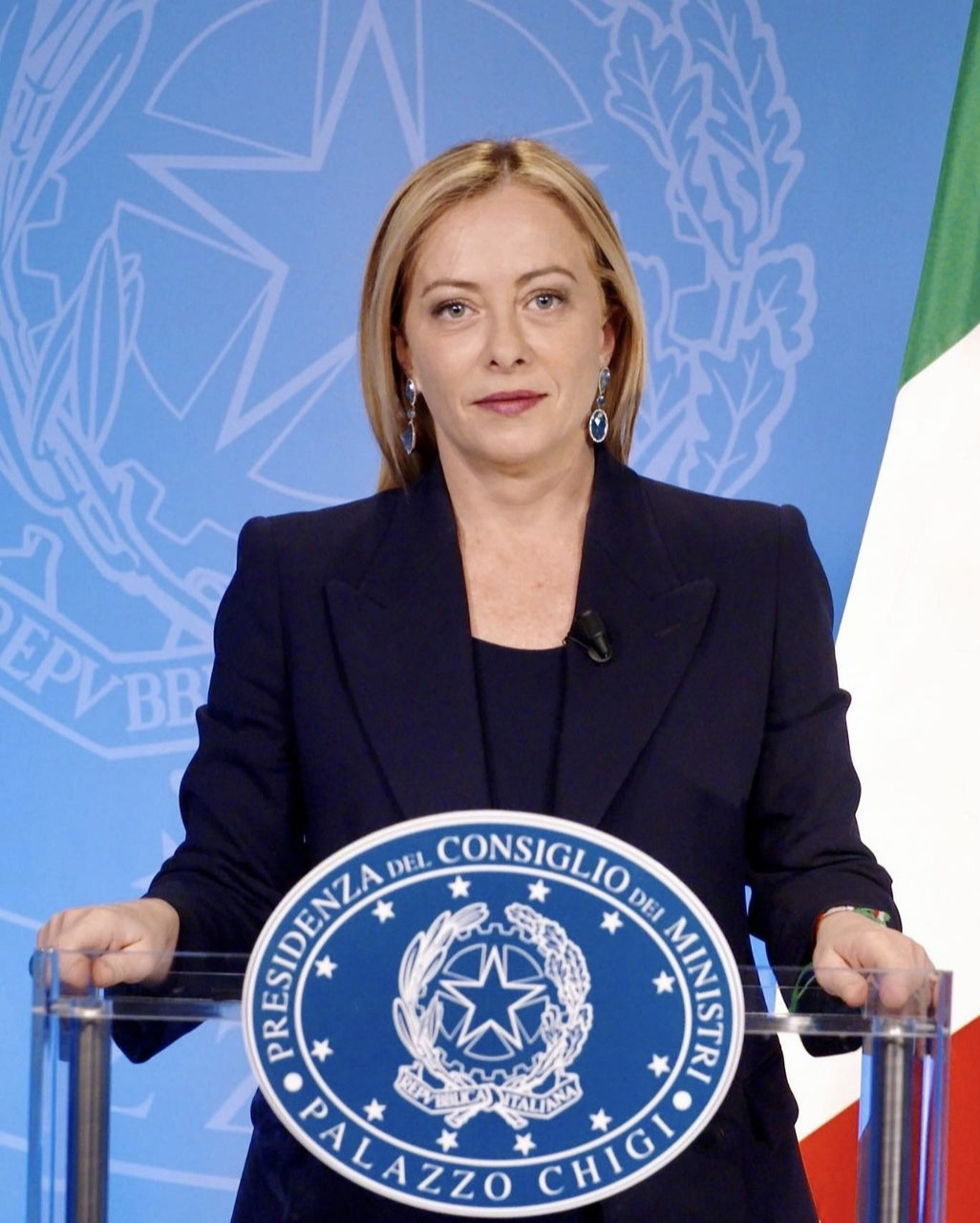
Джорджія Мелоні, перша жінка-Голова ради міністрів Італії

У 1979 році італійська комуністка Нільде Йотті була обрана президенткою Палати депутатів, ставши першою жінкою, яка зайняла одну з 5 великих державних посад.
У 2014 році кабінет Ренці став першим урядом Італії, в якому кількість жінок-міністерок дорівнювала кількості чоловіків-міністрів, за винятком прем'єр-міністра. Після загальних виборів в Італії 2018 року 35 % законодавців обох палат парламенту були жінками, що досягло найвищого рівня в історії Італії. У 2018 році Марія Елізабетта Альберті Казеллаті, член партії Forza Italia, була обрана президенткою Сенату, ставши першою жінкою, яка зайняла другу найвищу посаду в державі. У 2019 році Марта Картабія стала першою жінкою, яка очолила Конституційний суд.
Після загальних виборів в Італії 2022 року та перемоги правоцентристської коаліції президент Серджіо Маттерелла призначив прем'єр-міністеркою Італії лідерку Братів Італії Джорджію Мелоні. Джорджія Мелоні склала присягу 22 жовтня 2022 року, ставши першою жінкою-главою уряду Італії.

#### Нідерланди
У 2016 році уряд Нідерландів досяг своєї мети щодо жінок на вищих посадах в уряді. Частка жінок у 30 % була досягнута на два роки раніше, ніж очікувалося.
Кількість жінок на вищих посадах у бізнесі Нідердавндів поступається політичному сектору. У 2013 році зареєстровані компанії ввели правило «одна з трьох», яке означало, що з кожних трьох провідних посад одну повинна обіймати жінка. Невдовзі з'ясувалося, що компанії не докладають особливих зусиль для досягнення цієї мети, оскільки на практиці навіть менше ніж кожна десята керівна посада була зайнята жінками. Ціль щодо жінок на вищих посадах перенесли на 2023 рік. Уряд і бізнес погодилися, що якщо кожна п'ята керівна посада не обіймається жінками, після 2018 року правило 30 % стало обов'язковим.
Водночас жіноча квота отримала неабияку долю критики. Стверджується, що жінок слід наймати на основі їхніх власних якостей, а не через їхню стать.

#### Північні країни
Північні країни були попередниками в залученні жінок до виконавчої влади. Другий кабінет Брундтланд (1986—1989) став історичним у тому, що 8 із 18 членів кабінету були жінками, а в 2007 році другий кабінет Столтенберга (2005—2013) становив понад 50 % жінок. У 2003 році у Фінляндії був історичний момент, коли всі найвищі керівники країни посідали жінками, а також вони представляли різні політичні партії: соціал-демократка Тар'я Халонен була президенткою, Ріітта Уосукайнен з Національної коаліційної партії була спікеркою парламенту, а після парламентських виборів 2003 року Аннелі Яаттеенмякі з партії Фінляндський центр змогла стати першою жінкою-прем'єр-міністеркою Фінляндії. Між 2007 і 2011 роками уряд Фінляндії становив 60 % жінок, а прем'єр-міністеркою з 2010 по 2011 рік була жінка. Між 2014 і 2015 роками 59 % членів кабінету міністрів Фінляндії становили жінки. 22 червня 2010 року Марі Ківініємі з Центристської партії була призначена другою жінкою-прем'єр-міністеркою Фінляндії. Нинішній уряд Данії є коаліцією між Соціал-демократами, Соціал-ліберальною партією та Соціалістичною народною партією. У всіх трьох партіях лідерами є жінки. Гелле Торнінг-Шмідт є прем'єр-міністеркою країни.

#### Фінляндія
Закон Фінляндії про національні квоти, прийнятий у 1995 році, передбачає, що серед усіх непрямо обраних державних органів (як на національному, так і на місцевому рівнях) жодна стать у керівному органі не може бути меншою за 40 %. Закони 1995 року були реформованою версією аналогічного закону 1986 року. На відміну від законів про квоти інших країн, які впливають на партійну структуру чи списки кандидатів на виборах, закон Фінляндії стосується непрямо обраних органів (призначених офіційною владою) — закон не стосується всенародно обраних органів. У фінському законі наголошується на місцевих муніципальних радах та інших субнаціональних установах. З 1993 року (закон до квоти) до 1997 року (закон після квоти) частка жінок у муніципальних виконавчих радах зросла з 25 % до 45 %. Закон про квоти також вплинув на гендерну сегрегацію в органах місцевого самоврядування: до ухвалення закону існував гендерний дисбаланс у вигляді надмірної представництва жінок у радах «м'якого сектору» (у справах охорони здоров'я, освіти тощо) та недостатнє представництво жінок в радах «жорсткого сектора» (ті, що займаються економікою та технологіями). У 1997 році співвідношення були збалансовані по горизонталі. Проте території, на які не поширюються закони про квоти, як і раніше залишаються незбалансованими. У 2003 році було встановлено, що лише 16 % голів муніципальних виконавчих рад є жінками — посади голів у цій сфері не квотуються. Президентські вибори у Фінляндії відбулися 16 січня 2000 р., другий тур відбувся 6 лютого; результатом стала перемога Тар'ї Халонен із Соціал-демократичної партії, яка стала першою жінкою-президенткою країни.

#### Румунія
У Румунії не існує політичних гендерних квот, однак Закон про рівність 2002 року передбачає, що державні органи та установи, політичні партії, організації роботодавців і профспілки повинні забезпечувати справедливе та збалансоване представництво чоловіків і жінок на всіх рівнях прийняття рішень. Після виборів 2016 року жінки отримали лише 20,7 % місць у нижній палаті (палата депутатів Румунії) і 14,7 % у верхній палаті (сенат Румунії). Ці цифри зросли порівняно з 4,9 % жінок у румунському парламенті в 1990 році. З іншого боку, згідно з дослідженням 2011 року, проведеним на замовлення Міністерства праці, жінки добре представлені в центральному державному управлінні, включаючи уряд, де більше половини керівних посад займають жінки. Віоріка Денчіла була прем'єр-міністеркою Румунії з 29 січня 2018 року по 4 листопада 2019 року. Вона була першою жінкою в історії Румунії на посаді прем'єр-міністра.

#### Іспанія

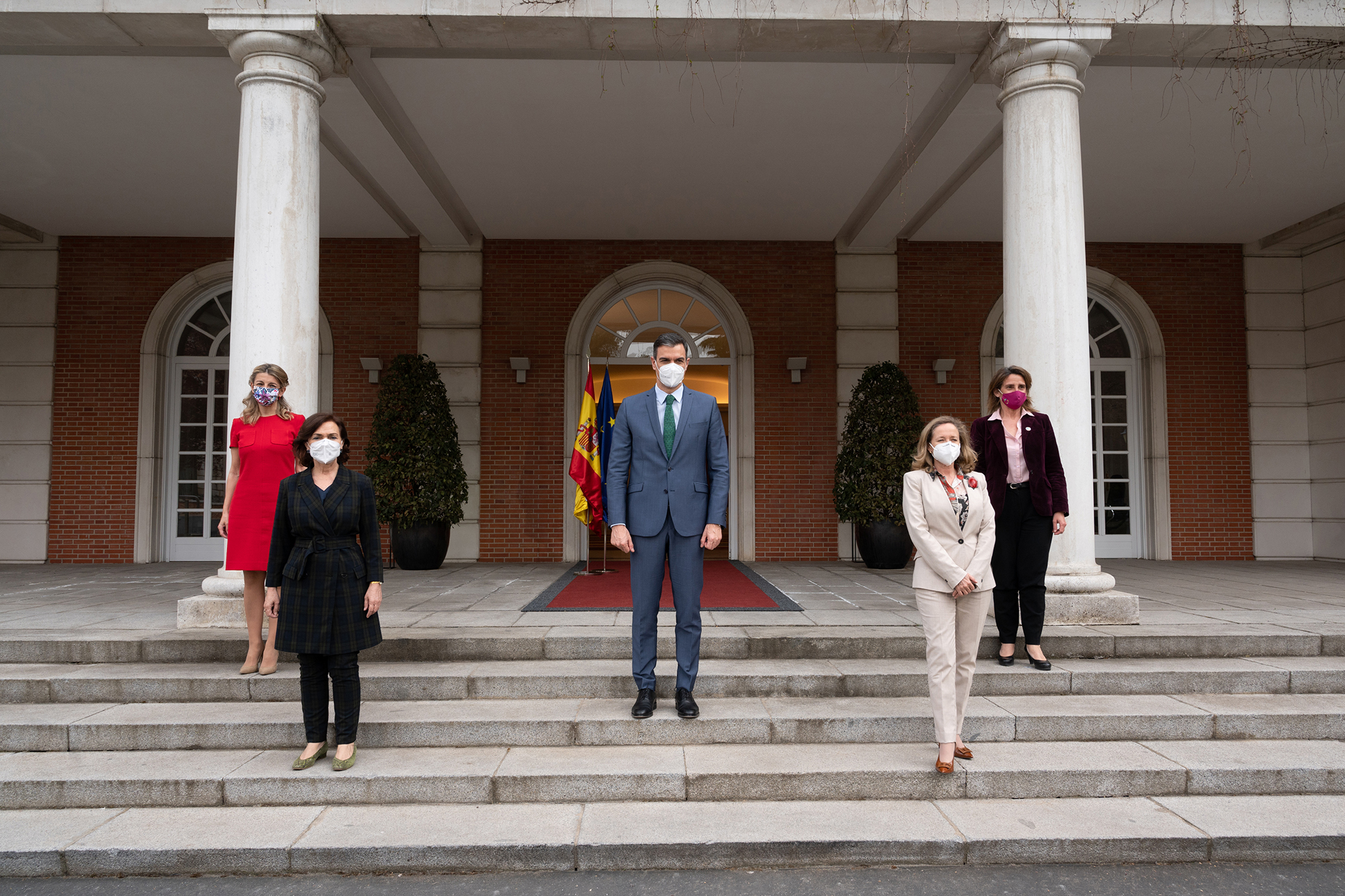
Прем'єр-міністр Іспанії та чотири віце-прем'єр-міністерки, березень 2021 року.

У 2007 році Іспанія прийняла Закон про рівність, який вимагає «принципу збалансованої присутності», зобов'язуючи політичні партії включати 40–60 % кожної статі серед кандидатів на виборах. Цей закон унікальний тим, що перевищує паритет у 40 %, встановлений Європейською Комісією в 1998 році; цифра, яка (згідно з ЄК) вказує на «паритетну демократію». Хоча є неофіційні докази збільшення представництва жінок на місцевому та національному рівнях, на національному рівні ще немає даних, які б кількісно підтверджували це твердження.
6 червня 2018 року Педро Санчес, лідер Соціалістичної партії Іспанії, представив свій кабінет, до якого увійшли одинадцять жінок і шість чоловіків, що на той час зробило його кабінетом з найвищою часткою жінок у світі. Цю частку було збільшено 12 липня 2021 року після перестановок в кабінеті міністрів.

#### Туреччина

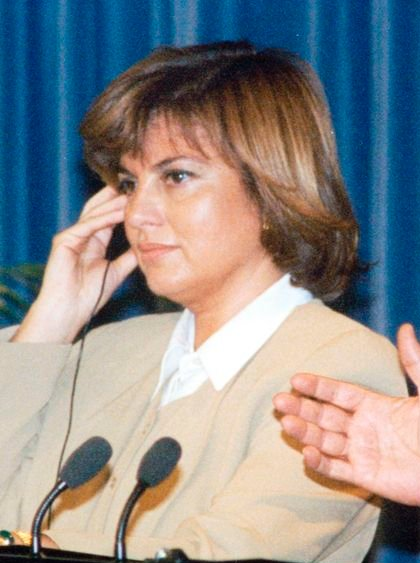
Тансу Чіллер — перша і єдина жінка-прем'єр-міністерка Туреччини.

Тансу Чіллер, професійна професорка економіки з 1983 року, прийшла в політику в листопаді 1990 року, приєднавшись до консервативної Партії вірного шляху (DYP). 13 червня 1993 року вона була обрана лідеркою партії, а 25 червня того ж року Чиллер була призначена прем'єр-міністеркою коаліційного уряду, ставши на сьогоднішній день першою і єдиною жінкою-прем'єр-міністром Туреччини. На цій посаді працювала до 6 березня 1996 року.
У 2018 році в Туреччині скасували посаду прем'єр-міністра. Проте з 1995 року кількість жінок у парламенті постійно зростає. Після виборів 2007 рокуРівень представництва жінок не опускався нижче 10 %.
Першою жінкою-губернаторкою у Туреччині стала Лале Айтаман. Айтаман, яка обіймала посаду губернатора Мугли між 1991 і 1995 роками, була призначена на цю посаду президентом Тургутом Озалом. Тим часом першою жінкою-губернаторкою округу в Туреччині стала Озлем Бозкурт Геврек. У 1995 році вона служила в районі Орта міста Чанкирі. Після цих років кількість жінок-губернаторрок і губернаторок округів швидко зросла.

#### Велика Британія

Маргарет Тетчер, перша жінка-прем'єр-міністерка Великої Британії та перша жінка-глава уряду країни G7.

Станом на березень 2021 року у Великій Британії 34 % нижньої палати, Палати громад, і 28 % верхньої палати, Палати лордів, становлять жінки, що займає 38 місце у світі за часткою жінок у нижній (або єдиній) палаті парламенту. До складу уряду Сполученого Королівства на той час входило п'ять жінок-міністерок (23 %). Найвища частка жінок у Кабінеті міністрів становила 36 % між 2006 і 2007 роками. У Великій Британії було три жінки-прем'єр-міністерки: Маргарет Тетчер (1979—1990), Тереза Мей (2016—2019) і Ліз Трасс (2022).
Главою держави Великої Британії з 1952 по 2022 рік була королева Єлизавета II. Вона залишається жінкою-главою держави, яка найдовше керувала державою у світовій історії. Закон про спадкоємство корони 2013 року скасував Закон про королівські шлюби 1772 року, замінивши першородство за чоловіками абсолютним першородством для тих, хто народився в лінії спадкоємства після 28 жовтня 2011 року, що означало, що старша дитина, незалежно від статі, буде передувати її братам та сестрам.
Нікола Стерджен — перша міністерка Шотландії (з 2014 року по теперішній час). Арлін Фостер була першою міністеркоюм Північної Ірландії (2016—2017 та 2020—2021 рр.). У децентралізованих законодавчих органах Шотландії, Вельзу та Північної Ірландії частка жінок-членів становить 47 % у Вельзі та 36 % у Шотландії та Північній Ірландії. У місцевих радах частка жінок-радниць становить 36 % в Англії, 29 % у Шотландії, 28 % у Вельзі та 26 % у Північній Ірландії. 40 % членів Лондонської асамблеї — жінки.

### Північна Америка

#### Сполучені Штати

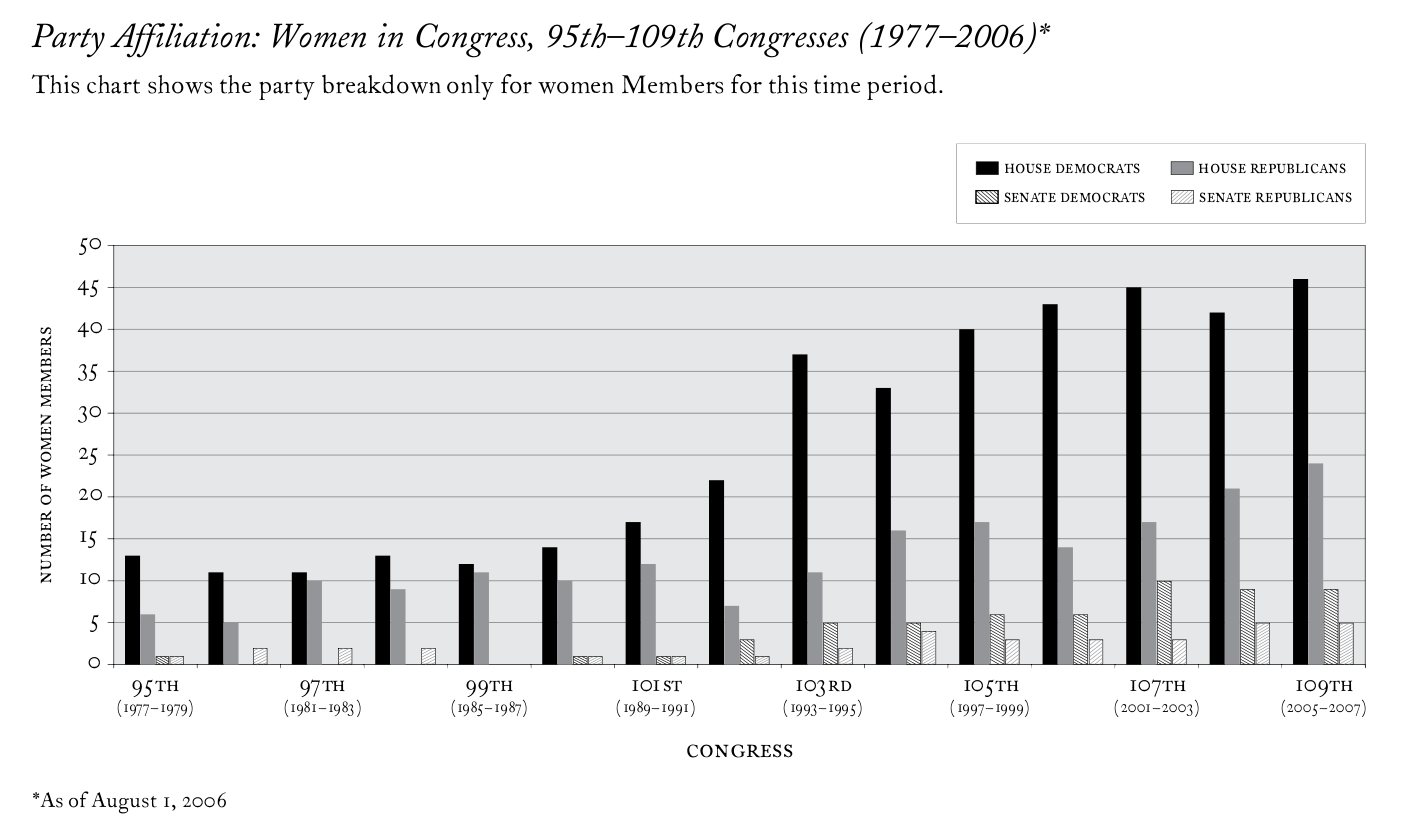
Кількість жінок у Конгресі США (як Палаті представників, так і Сенаті) з 1977 по 2006 рік.

Жінки в Сполучених Штатах поступово забезпечували собі права займати посади. Деякі жінки навіть могли обійняти такі посади, як мерка, нотаріус, державна бібліотекарка та інші до ухвалення Дев'ятнадцятої поправки, яка давала жінкам право голосу.
Незважаючи на те, що кількість жінок в уряді США зросла, вони все ще займають менше 25 % державних посад по всій країні. Штайнхауер зазначає, що в Конгресі, як у Сенаті, так і в Палаті представників, жінки історично та зараз недостатньо представлені. У США не існує жодних політичних гендерних квот, обов'язкових чи добровільних.
З 1917 року, коли Жаннет Ранкін від Монтани стала першою жінкою, яка працювала депутаткою в Конгресі, загалом 329 жінок обіймали посади представниць, делегаток або сенаторок США до скликання 115-го Конгресу. У період з 1917 по 2018 роки в Палаті представників Сполучених Штатів було 277 жінок. З 1922 року, коли першою жінкою, яка обіймала посаду в Сенаті, стала Ребекка Латімер Фелтон, до сьогодні в Сенаті Сполучених Штатів працювало 58 жінок.
У 115-му Конгресі 107 (78D, 29R) жінок займають місця в Конгресі Сполучених Штатів, що становить 20,0 % від 535 членів; У Сенаті США працюють 23 жінки (23 %), а в Палаті представників США — 84 жінки (19,3 %).
Сполучені Штати є однією з тих індустріально розвинутих демократій, де ще не було жінки на посаді лідерки країни. Незважаючи на те, що країна захищає права жінок і дівчат у всьому світі, вона помітна тим, що президентами є лише чоловіки.
З кінця ХІХ століття жінки обіймають посади мерів у Сполучених Штатах та з 1925 року — глав штатів. У 2008 році Сенат штату Нью-Гемпшир став першою верхньою палатою законодавчого органу штату, яка має жіночу більшість. У 2019 році законодавчий орган штату Невада став першим штатом, у якому більшість складатимуть жінки.
У популярних медіа Сполучених Штатів жінки-політики бачать певну увагу до своєї зовнішності; більше, ніж їхні колеги-чоловіки. Феміністичний журнал Carlin and Winfrey за 2011 рік присвячений зображенню жінок-політиків у ЗМІ. За журналом, те, як медіа сприймають жінок і чоловіків, дуже відрізняється від мови, яку вони обрали. Мова, обрана для розмови або опису інших людей, може завдати шкоди або допомогти їм у політичній кампанії. У результаті те, що про жінок говорять у сексистських термінах, це може сильно вплинути на її репутацію та авторитет. Журнал стверджує, що засоби масової інформації використовують терміни, які вказують на те, що жінок не цінують як особистості. «Це особливо вірно, коли жінок описують за допомогою метафор, які відображають тварин, дітей або їжу. Терміни тварин зосереджуються на зовнішньому вигляді та сексуальності молодих жінок (лисиця), і коли жінки стають старшими або вважаються занадто агресивними, їх можуть називати барракудою, старим кажаном, землерийкою або коровою». Дописи про жінок порівняно з дописами про чоловіків як правило, менше висвітлюють суспільні проблеми (через меншу кідбкість політикинь), але, як правило, більше такі речі, як їхня зовнішність. Кандидати-чоловіки не поширюють інформацію про те, який костюм вони носять або хто його створив. Це пов'язано з вродженою метою медіа задовольнити запити аудиторії щодо продажів — у цьому випадку популярна жіноча зосередженість на моді, яка домінує в ЗМІ. Дослідження, проведені за участю жінок-кандидаток, показали, що жінки приділяють більше уваги в ЗМІ таким факторам, як зовнішність, одяг, розмір і емоційний стан. У 2015 році Рейчел Зільберманн провела дослідження, яке показало, що час, витрачений на дорогу на роботу та з роботи, є особливо обтяжливим для тих, хто витрачає час на догляд за дітьми. Ооскільки жінки виконують більшу частину догляду за дітьми та роботи по дому, поїздки є для них особливо обтяжливими. Зільберманн також виявила, що для гіпотетичного рішення щодо того, чи балотуватися на вищу посаду, студентки вдвічі важливіше, ніж студенти-чоловіки. Вона припускає, що для досягнення рівного представництва жінок в уряді чоловікам і жінкам потрібно більш рівномірно розподіляти домашні обов'язки.
Дослідження 2016 року не виявило жодних доказів того, що низька частка жінок у Палаті представників США пояснюється гендерною дискримінацією з боку виборців. За словами автора дослідження, «ці результати свідчать про те, що дефіцит жіночого представництва в Палаті є скоріше результатом бар'єрів для входу в політику, а не відкритої гендерної дискримінації з боку виборців і донорів кампанії».
Дослідження 2017 року показало, що за попереднє десятиліття громадська опозиція щодо обрання жінки президентом знизилася приблизно з 26 % до 13 %.
Дослідження 2018 року в American Political Science Review не виявило доказів того, що американські виборці відверто вороже ставляться до жінок у політиці або що вони дотримуються подвійних стандартів. Проте дослідження показало, що американські виборці віддають перевагу кандидатам, які були одружені та мали дітей. Оскільки тягар виховання дітей непропорційно лягає на жінок у домогосподарствах, упередження на користь одружених кандидатів з дітьми може пояснити недостатню представництво жінок у політиці.
Проте, у 2018 році відбулося найбільше збільшення представництва жінок в урядах штатів після десятиліття стагнації: 1834 жінки отримали посади на рівні штату та федерального рівня під час проміжних виборів, 2112 жінок отримали місця в законодавчих органах штатів, а шість жінок розпочали кампанію за найвищу посаду в країні.
У 2021 році чверть усіх членів Конгресу були жінками, що є найвищим відсотком в історії США. 27 % Палати представників складають жінки, тоді як жінки займають 24 зі 100 місць у Сенаті.
За опитуванням, проведеним серед 1039 громадян США, кількість жінок, які обіймають посади в державних установах, може бути пов'язана з перевагою однієї статі перед іншою. Результати показують, що 60 % респондентів віддають перевагу чоловікам за гендерною ознакою, тоді як 40 % віддають перевагу жінкам.
Інші відомі жінки-політики в Сполучених Штатах включають представників США Едіт Роджерс, Петсі Мінк, Ширлі Чізолм, Белла Абзуг, Барбара Джордан, Марсі Каптур, Ілеана Рос-Лехтінен, Александрія Окасіо-Кортес і Марджорі Тейлор Грін; конгресменка США та кандидатка у віце-президентки від Демократичної партії Джеральдін Ферраро; конгресменка США та спікерка палати Ненсі Пелосі; кингресменки США та сенаторки США Маргарет Чейз Сміт, Барбара Мікульскі, Олімпія Сноу, Барбара Боксер, Деббі Стабенау та Теммі Болдвін; сенаторки США Ненсі Кассебаум, Діанна Файнштейн, Патті Мюррей, Керол Мозлі-Браун, Кей Бейлі Гатчисон, Сьюзен Коллінз, Ліза Муркавскі та Елізабет Воррен; губернаторка штату Нью-Гемпшир і сенаторка США Джин Шагін; сенаторка і віце-президентка США Камала Гарріс; перша леді, сенаторка США та держсекретарка Гілларі Клінтон; губернаторка штату Вайомінг і директорка монетного двору США Неллі Росс; губернаторка Техасу Міріам А. Фергюсон; губернаторка штату Мічиган та міністерка енергетики Дженніфер Ґренголм; губернаторка Канзасу та міністерка охорони здоров'я та соціальних служб Кетлін Себеліус; губернаторка Аляски та кандидатка у віце-президентки від Республіканської партії Сара Пейлін; губернаторка Південної Кароліни та амбасадорка США в ООН Ніккі Гейлі; скарбниця Алабами, лейтенант-губернаторка Алабами та губернаторка Алабами Кей Айві; і судді Верховного суду Сандра Дей О'Коннор, Рут Бейдер Гінзбург, Соня Сотомайор, Елена Кейґан, Емі Коні Барретт і Кетанджі Браун Джексон.

### Океанія

#### Австралія

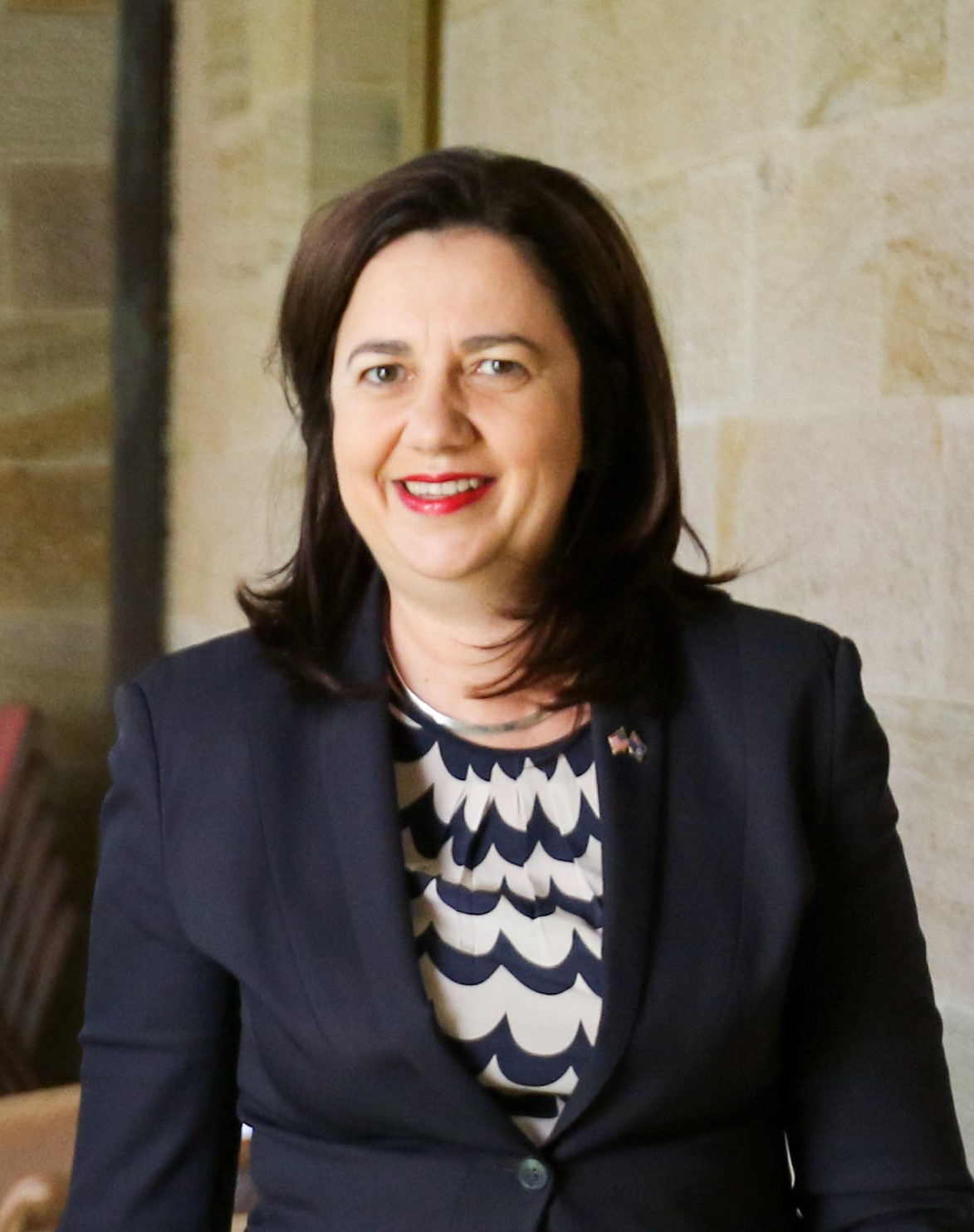
Аннастасія Палащук, прем'єр-міністр Квінсленда

У 1902 році Австралія стала першою країною, яка надала деяким жінкам право голосу та дозволила їм балотуватися в парламент. Це не стосувалося австралійських аборигенів, у тому числі жінок, до поправки до Закону про вибори в 1962 році. Лише в 1983 році, коли інша поправка зробила реєстрацію для голосування обов'язковою, а не добровільною, корінні жителі отримали виборчі права, повністю рівні з білими австралійцями. Через 19 років після ухвалення Закону про франшизи Співдружності до Законодавчих зборів Австралії була обрана Едіт Ковен. Вона стала першою жінкою, коли-небудь обраною до будь-якого парламенту Австралії. У 1946 році Дороті Тенгні стала першою жінкою, обраною до сенату Австралії. Вона займала це місце протягом двадцяти п'яти років. Того ж року Енід Лайонс стала першою жінкою, обраною до Палати представників. У 1986 році Джоан Чайлд стає першою жінкою, обраною спікеркою Палати представників і займала цю посаду понад три роки. З двох основних політичних партій в Австралії у 1994 році Австралійська лейбористська партія (ALP) запровадила квоту в 35 % та у 2002 році збільшила її до 40 %, тоді як Ліберальна національна партія (LNP) наразі гендерних квот не має.
Станом на травень 2018 року жінки становлять приблизно 38 % сенаторів і займають 44 з 150 місць у Палаті представників. У нинішньому 45-му парламенті лейюбористи перевищують свою квоту на 40 % і мають 44 % жінок-депутаток, а ліберали — 21 %. 1 січня 2017 року Австралія займала 52 місце серед 175 країн за кількістю жінок на міністерських посадах і 50 місце з 190 країн за кількістю жінок у нижній палаті парламенту. У звіті, опублікованому ООН-Жінки, виявлено, що 24,1 % або 7 із 29 міністерств Австралії очолювалися жінками.
2007 рік був визначним роком для жінок у парламенті Австралії. Анна Блай стала першою жінкою-прем'єр-міністеркою штату Квінсленд, і займала цю посаду протягом п'яти років, а член парламенту Джулія Гіллард стає заступницею прем'єр-міністра. Через три роки Гіллард обрали першою жінкою-прем'єр-міністеркою Австралії. у 2008 році пані Квентін Брайс стала першою і єдиною жінкою, призначеною на посаду генерал-губернатора. Представниця монарха служила на посаді до 2014 року. Крістін Мілн — єдина жінка, яка очолила велику політичну партію, коли у 2012 році її обрали лідером австралійських Зелених.
Корінні жителі, зокрема жінки, дуже мало представлені в парламенті Австралії. Після утвоерння федерації в 1901 році було 40 корінних австралійців, залучених до будь-якого парламенту (з них шістнадцять жінок) і вісім у федеральному парламенті (з них чотири жінки). Нижче наведено деякі помітні особи:
- Керол Мартін із Західної Австралії була першою жінкою з корінного населення, обраною в 2001 році до будь-якого австралійського парламенту, а потім вона була переобрана в 2005 і 2008 роках.
- Меріон Скрігмур з Північної території стала першою жінкою-аборигенкою-міністеркою в будь-якому австралійському уряді в 2002 році та отримала найвищу в уряді з жінок корінного населення — вона працювала головною міністеркою Північної території з 2007 по 2009 рік.
- Лінда Берні з Нового Південного Вельзу стала першою аборигенкою, обраною до парламенту штату в 2003 році, і першою жінкою-аборигенкою, обраною до Палати представників у 2016 році.
- Джоанна Ліндгрен обіймала місце в Сенаті трохи більше року з 2015 року.
- Малрандіррі Маккарті була обрана до уряду Північної території в 2005 році та отримала місце в Сенаті в 2016 році.
- Першою жінкою-аборигенкою, обраною у 2013 році до федерального парламенту, була Нова Періс після того, як її обрали кандидатом у сенат від Північної території.[198]

#### Нова Зеландія
У 1893 році Нова Зеландія стала першою самоврядною країною в світі, яка дозволила жінкам голосувати. Це право стосувалося як європейських жінок, так і жінок маорі. У 1893 році Елізабет Йейтс стала першою жінкою-мером у Британській імперії. Однак лише в 1919 році жінкам було дозволено балотуватися до парламенту, і Елізабет Маккомбс стала першою жінкою, обраною до парламенту в 1933 році.
На початку ХХ століття партійні лідери — усі вони були чоловіками — не бажали надавати жінкам права, крім базового виборчого права, але воєнний час прискорив зміни. До 1972 року друга хвиля фемінізму та зміна поглядів деяких партійних лідерів призвели до того, що жінки отримали більше можливостей стати депутатами, а до 2001 року безпрецедентна кількість жінок обіймала керівні посади в парламенті Нової Зеландії.
Останнім часом у Новій Зеландії було багато жінок на найвищих керівних і урядових посадах, включаючи нинішню прем'єр-міністерку Джасінду Ардерн. У Новій Зеландії гендерна різниця в оплаті праці становить 9,5 %.

### Південна Америка

#### Бразилія
Берта Лутц була засновницею бразильського руху за жіноче виборче право. У 1919 році вона заснувала Лігу інтелектуальної емансипації жінок. Лутц також створила Бразильську федерацію за розвиток жінок (1922), політичну групу, яка виступала за права бразильських жінок, і найголовніше, за їхнє право голосу. Пізніше вона зіграла центральну роль як член невеликої групи феміністок під час заснування ООН у 1945 році.
Бразильська гендерна квота 1995 року була поширена спочатку на посади міських радників у 1996 році, а потім поширена на кандидатів на всі політичні законодавчі посади до 1998 року. До 1998 року 30 % політичних кандидатів мали становити жінки, з різними результатами щодо гендерного балансу посадовців, які врешті-решт були обрані. Хоча відсоток місць у національних законодавчих органах, зайнятих жінками, знизився в перші роки після прийняття закону про квоти, відтоді цей відсоток зріс (з 6,2 % до квоти, до 5,7 % у 1998 році, до 8,9 % у 2006 році). Однак Бразилія має проблеми із законом про квоти в кількох аспектах:
- Хоча закон про квоти зобов'язує певний відсоток кандидатських місць бути зарезервованим для жінок, не є обов'язковим, щоб ці місця були заповнені жінками.
- Закон про квоти також дозволяв політичним партіям збільшувати кількість кандидатів, що ще більше посилювало виборчу конкуренцію та мало впливало на фактичну кількість обраних жінок.

У Бразилії Секретаріат політики щодо жінок донедавна був головним бразильським державним феміністичним агентством на федеральному рівні. За урядів Робітничої партії (2003—2016) Бразилія проводила політику, орієнтовану на жінок, у трьох вимірах своєї зовнішньої політики: дипломатія, співпраця для розвитку та безпека.

## Жінки в державних установах

Мапа, на якій показано країни, які після здобуття незалежності мали (враховуючи генерал-губернаторів як глав держав, але за винятком монархів): Три колишні суверенні держави (Східна Німеччина, Танну-Тува та Югославія) також мали жінку-главу держави чи голову уряду

У виконавчій гілці влади значно менше жінок. Проте розрив скорочується, хоча й повільно, і вони все ще недостатньо представлені.

### Чинні глави держави чи уряду
Наразі такі лідерки є главами держави чи уряду своєї країни:
| Дата початку терміну | Посада               | Ім'я                   | Країна                                                |
| -------------------- | -------------------- | ---------------------- | ----------------------------------------------------- |
| 14 січня 1972        | Королева             | Маргрете II            | Данія                                                 |
| 25 березня 1983      | Королева-регент/мати | Нтфомбі Есватінська    | Есватіні                                              |
| 6 січня 2009         | Прем'єр-міністерка   | Шейх Хасіна Вазед      | Бангладеш (також Прем'єр-міністерка у 1996—2001 рр.)  |
| 21 березня 2015      | Прем'єр-міністерка   | Саара Куугонгельва     | Намібія                                               |
| 22 серпня 2015       | Президентка          | Бідх'я Деві Бхандарі   | Непал                                                 |
| 20 травня 2016       | Президентка          | Цай Інвень             | Тайвань                                               |
| 29 червня 2017       | Прем'єр-міністерка   | Ана Брнабич            | Сербія                                                |
| 14 вересня 2017      | Президентка          | Халіма Якоб            | Сінгапур                                              |
| 26 жовтня 2017       | Прем'єр-міністерка   | Джасінда Ардерн        | Нова Зеландія                                         |
| 30 листопада 2017    | Прем'єр-міністерка   | Катрін Якобсдоуттір    | Ісландія                                              |
| 19 березня arch 2018 | Президентка          | Пола-Мей Вікс          | Трінідад і Тобаго                                     |
| 25 травня 2018       | Прем'єр-міністерка   | Міа Моттлі             | Барбадос                                              |
| 25 жовтня 2018       | Президентка          | Сахле-Ворк Зевде       | Ефіопія                                               |
| 16 грудня 2018       | Президентка          | Саломе Зурабішвілі     | Грузія                                                |
| 15 червня 2019       | Президентка          | Зузана Чапутова        | Словаччина                                            |
| 27 червня 2019       | Прем'єр-міністерка   | Метте Фредеріксен      | Данія                                                 |
| 10 грудня 2019       | Прем'єр-міністерка   | Санна Марін            | Фінляндія                                             |
| 13 березня 2020      | Президентка          | Катерина Сакелларопулу | Греція                                                |
| 16 липня 2020        | Прем'єр-міністерка   | Роуз Рапонда           | Габон                                                 |
| 28 вересня 2020      | Прем'єр-міністерка   | Вікторія Томега Догбе  | Того                                                  |
| 25 листопада 2020    | Прем'єр-міністерка   | Інґріда Шимоніте       | Литва                                                 |
| 24 грудня 2020       | Президентка          | Мая Санду              | Молдова                                               |
| 26 січня 2021        | Прем'єр-міністерка   | Кая Каллас             | Естонія                                               |
| 19 березня 2021      | Президентка          | Самія Сулуху           | Танзанія                                              |
| 4 квітня 2021        | Президентка          | Вйоса Османі           | Косово                                                |
| 24 травня 2021       | Прем'єр-міністерка   | Наомі Матаафа          | Самоа                                                 |
| 6 серпня 2021        | Прем'єр-міністерка   | Наталія Гаврилиця      | Молдова                                               |
| 11 жовтня 2021       | Прем'єр-міністерка   | Нажла Буден            | Туніс                                                 |
| 30 листопада 2021    | Президентка          | Сандра Мейсон          | Барбадос (також генерал-губернаторка у 2018—2021 рр.) |
| 25 липня 2022        | Президентка          | Драупаді Мурму         | Індія                                                 |
| 22 жовтня 2022       | Прем'єр-міністерка   | Джорджа Мелоні         | Італія                                                |

### Вперше в історії як глава держави чи уряду
Під час соціалістичних революцій, що відбулися під час Першої світової війни, кілька перших жінок стали членами урядів. Євгенія Бош обіймала посаду міністерки внутрішніх справ і виконувача обов'язків Голови Народного Секретаріату України, оргуну псевдодржавного утворення в Українській Народній Республіці, попередниці Радянської України. Іноді її вважають першою сучасною жінкою-лідеркою національного уряду.
Перші жінки, окрім спадкових правителів, які займали посади глави держави, були в соціалістичних країнах. Хертек Анчімаа-Тока з 1940 по 1944 рік очолювала Тувинську Народну Республіку, невелику визнану державу, яка сьогодні є частиною Росії. Сухбаатарин Янджмаа у 1953—1954 роках була виконувачою обов'язків лідера Монгольської Народної Республіки, а Сун Цінлін з 1968 по 1972 рік і знову в 1981 році виконувала обов'язки співголови Китайської Народної Республіки.
Першою демократично обраною жінкою-прем'єр-міністеркою (главою уряду) суверенної країни була Сірімаво Бандаранаіке з Цейлону (нині Шрі-Ланка) у 1960—1965 роках. Вона знову працювала на посаді в 1970–77 та 1994—2000 роках; загалом 17 років. Іншими достроково обраними жінками-прем'єр-міністрами були Індіра Ганді з Індії (1966—1977; вона знову рацювала на посаді в 1980—1984), Голда Меїр з Ізраїлю (1969—1974) та Маргарет Тетчер з Великої Британії (1979—1990). Євгенія Чарльз з Домініки найдовше (безперервно) серед жінок посідала посаду прем'єр-міністра (1980—1995). 
Першою жінкою, яка мала титул «президентка», на відміну від королеви чи прем'єр-міністерки, була Ізабель Перон з Аргентини (призначена главою держави та уряду, 1974–76). Першою в світі обраною жінкою-президенткою була Віґдіс Фіннбоґадоттір з Ісландії, термін повноважень якої тривав з 1980 по 1996 рік. Вона є обраною жінкою-главою будь-якої країни з найдовшим терміном перебування на посаді. Корасон Акіно, президентка Філіппін (1986—1992), була першою жінкою-президенткою у Південно-Східній Азії.
Беназір Бхутто, прем'єр-міністерка Пакистану (1988—1990), була першою жінкою-прем'єр-міністеркою країни з мусульманським населенням. Вона знову перебувала на посаді в 1993–96 роках. Другою була Халеда Зіа (1991—1996) з Бангладеш. Тансу Чілер з Туреччини була першою обраною мусульманкою-прем'єр-міністеркою у Європі (1993—1996).
Елізабет Домітьєн була призначена прем'єр-міністеркою Центральноафриканської Республіки (1975—1976). Кармен Перейра з Гвінеї-Бісау (1984) і Сільві Кінігі з Бурунді (1993) виконували обов'язки глави держави 2 дні і 101 день відповідно. Рут Перрі з Ліберії була першою жінкою, призначеною главою держави в Африці (1996—1997). Через десять років Еллен Джонсон-Серліф з Ліберії стала першою жінкою, обраною главою держави в Африці (2006—2018).
Шрі-Ланка була першою нацією, яка мала жінку-президентку, Чандріку Кумаратунгу (1994—2000), і жінку-прем'єр-міністерку (Сірімаво Бандаранаіке) одночасно. Це також стало першим випадком, коли жінка-прем'єр-міністерка (Сірімаво Бандаранаіке) безпосередньо змінила іншу жінку-прем'єр-міністерку (Чандріку Кумаратунгу). Обрання Мері Макеліс президенткою Ірландії (1997—2011) стало першим випадком, коли жінка-президентка безпосередньо змінила іншу жінку-президентку, Мері Робінсон. Йоуганна Сігурдардоуттір, прем'єр-міністерка Ісландії (2009—2013), була першою у світі відкритою лесбійкою, першою жінкою-лідеркою, яка, перебуваючи на посаді, одружилася з жінкою.
У 2019 році першою жінкою, призначеною очільницею Європейської комісії, стала Урсула фон дер Ляєн.
Єлизавета II, глава держави Сполученого Королівства та держав Співдружності з 1952 по 2022 роки, була найдовше правлячою жінкою-главою держави та найдовше правлячою королевою у світовій історії.

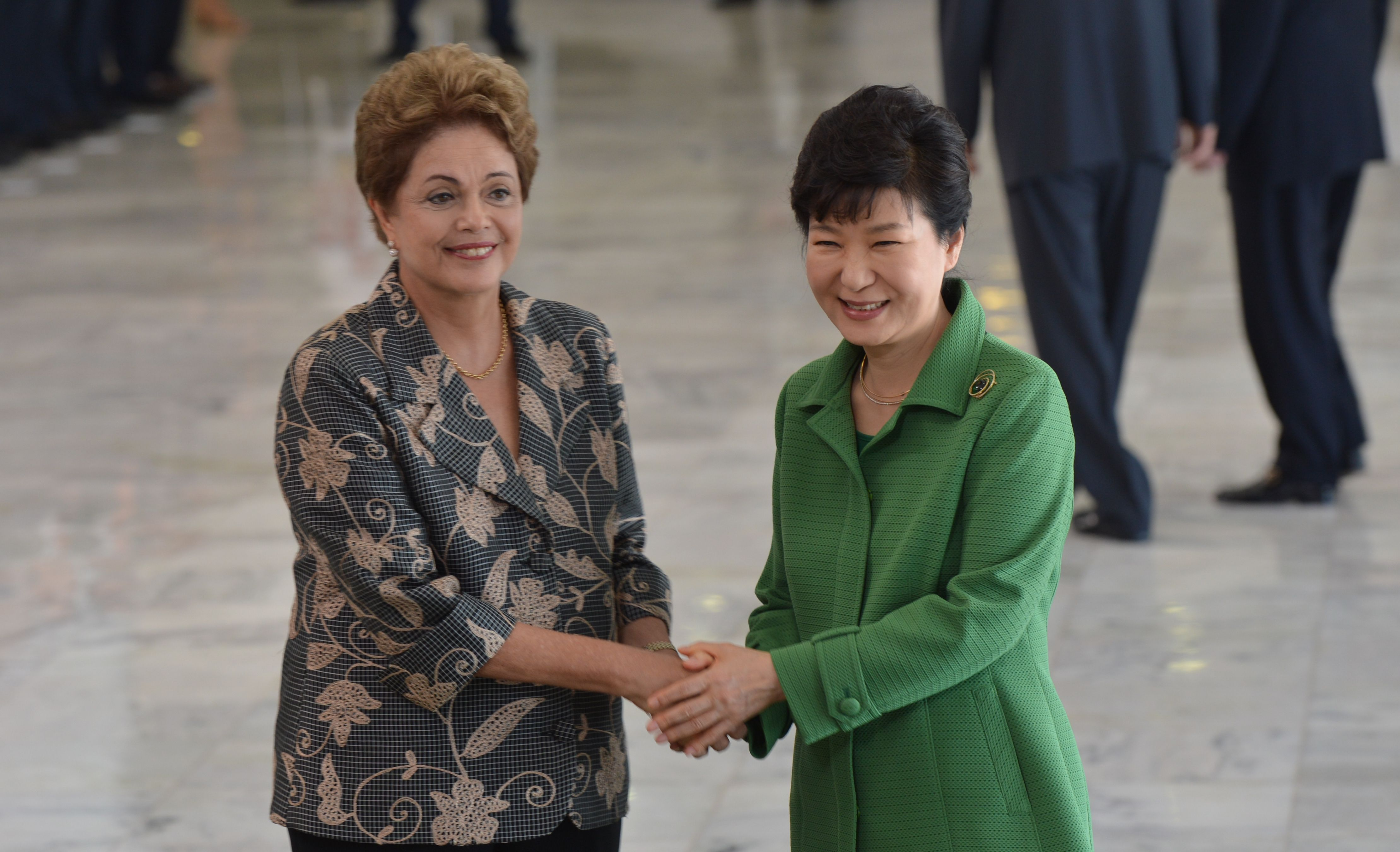
Президентка Бразилії Ділма Русефф і президентка Південної Кореї Пак Кин Хе в 2015 році

### Кабінет міністрів
Софія Паніна була першою у світі заступницею міністра державного забезпечення та віце-міністеркою освіти в Росії в 1917 році. Олександра Коллонтай стала першою жінкою, яка зайняла міністерську посаду, будучи наркомом соціального забезпечення радянської Росії в жовтні 1917 року. Євгенія Бош обіймала посаду міністерки внутрішніх справ і виконуваки обов'язків Голови Народного Секретаріату України з грудня 1917 по березень 1918 року. Графиня Маркевич була міністеркою праці в Ірландській Республіці з 1919 по 1922 рік.
Першою у світі жінкою-міністром у міжнародно визнаному уряді була Ніна Банг, міністерка освіти Данії з 1924 по 1926 рік. Долгор Пунцаг в 1930 році була першою в світі жінкою-міністеркою охорони здоров'я в Монголії. Першою жінкою, яка зайняла посаду міністра фінансів з 1930 по 1937 рік, була Варвара Яковлєва, нарком фінансів Радянського Союзу. Френсіс Перкінс, міністерка праці з 1933 по 1945 роки, була першою жінкою, яка займала посаду в кабінеті міністрів у федеральному уряді Сполучених Штатів. У 1938 році в Азербайджані була призначена перша жінка-міністерка юстиції Айна Султанова. Ана Паукер з Румунії була першою жінкою, яка стала міністеркою закордонних справ у 1947 році, і займала цю посаду чотири роки. Цянь Ін з Китаю була першою жінкою- міністеркою внутрішніх справ з 1959 по 1960 рік. Посаду міністра оборони вперше обіймала жінка Сірімаво Бандаранаіке з Цейлону з 1960 по 1965 рік.
У той час як представництво жінок на посадах міністрів зростало протягом ХХ століття, жінки, які обіймали найвищі посади в кабінеті, були відносно рідкісними аж до ХХІ століття. Останніми роками жінки дедалі частіше займають керівні посади в своїх урядах у нетрадиційних для жінок сферах уряду, таких як зовнішні відносини, оборона та національна безпека, фінанси чи доходи.
Камала Гарріс стала першою жінкою, яка обіймала посаду віце-президентки Сполучених Штатів, що робить її особою, що посідала найвищу серед жінок посаду в історії США. Джанет Єллен стала першою жінкою на посаді міністерки фінансів США. Міністерка Єллен також є першою людиною в історії США, яка займала три найвищі економічні посади в країні: міністра фінансів; голови Федерального резерву; і голова Ради економічних радників Білого дому.

### Перші губернаторки та головні міністерки
Євгенія Бош, більшовицька воєначальниця, у 1917—1918 роках обіймала посаду народної секретарки внутрішніх справ УНР Рад робітників і селян, яка відповідала за виконавчі функції маріонеткової держави.
Неллі Росс була першою жінкою, яка в січні 1925 року склала присягу як губернаторка штату США, а пізніше того ж місяця це зробила Міріам А. Фергюсон.
Луїза Шредер була першою жінкою-депутаткою Веймарської національної асамблеї. Після поділу Німеччини після Другої світової війни з 1948 по 1951 рік вона була мером Західного Берліна.
Сучета Кріпалані була першою жінкою-головною міністеркою Індії, яка очолювала уряд штату Уттар-Прадеш з 1963 по 1967 рік.
Савка Дабчевич-Кучар, Соціалістична Республіка Хорватія (1967—1969), була першою жінкою-прем'єр-міністром несуверенної європейської держави. Вона обіймала посаду голови виконавчої ради (прем'єр-міністра) Хорватії, коли вона була складовою республікою Соціалістичної Федеративної Республіки Югославія.
Імельда Маркос була губернаторкою Метро Маніла на Філіппінах з 1975 по 1986 рік, коли Революція народної влади скинула Маркосів і змусила сім'ю виїхати.
Грізельда Альварес була першою жінкою-губернаторкою у Мексиці, яка очолювала штат Коліма з 1979 по 1985 рік.
Керрі Лем стала першою жінкою-головною виконавчою директоркою Гонконгу в 2017 році, а до цього була головною секретаркою з питань адміністрації з 2012 року.
Клаудія Шейнбаум — перша жінка-мер Мехіко. Вона є головою найбільш густонаселеної урядової юрисдикції, якою керує жінка, в Америці та третьої за кількістю жителів у світі (після канцлерки Німеччини Ангели Меркель і прем'єр-міністерки Бангладеш Шейх Хасіни).

## Виборче право для жінок
У деяких мовах, а іноді і в англійській мові, право голосу називається активним виборчим правом, на відміну від пасивного виборчого права, тобто права балотуватися на виборах. Поєднання активного і пасивного виборчого права іноді називають повним виборчим правом.
Правила відбору урядових міністрів та міністерок відрізняються залежно від типу урядової системи та країни.

## Зовнішні посилання
- Центр просування жінок у політиці
- «Виховання жінок-лідерок» J-PAL Policy Briefcase, квітень 2012
- Нинішні жінки-лідерки
- Political Women (Vol. 1 of 2) by Sutherland Menzies (fl. 1840–1883)
- Жінки в лабіринтах трудового життя та влади, Nordic Labor Journal, березень, 2013